# Storia della nazionale maschile di calcio dell'Italia

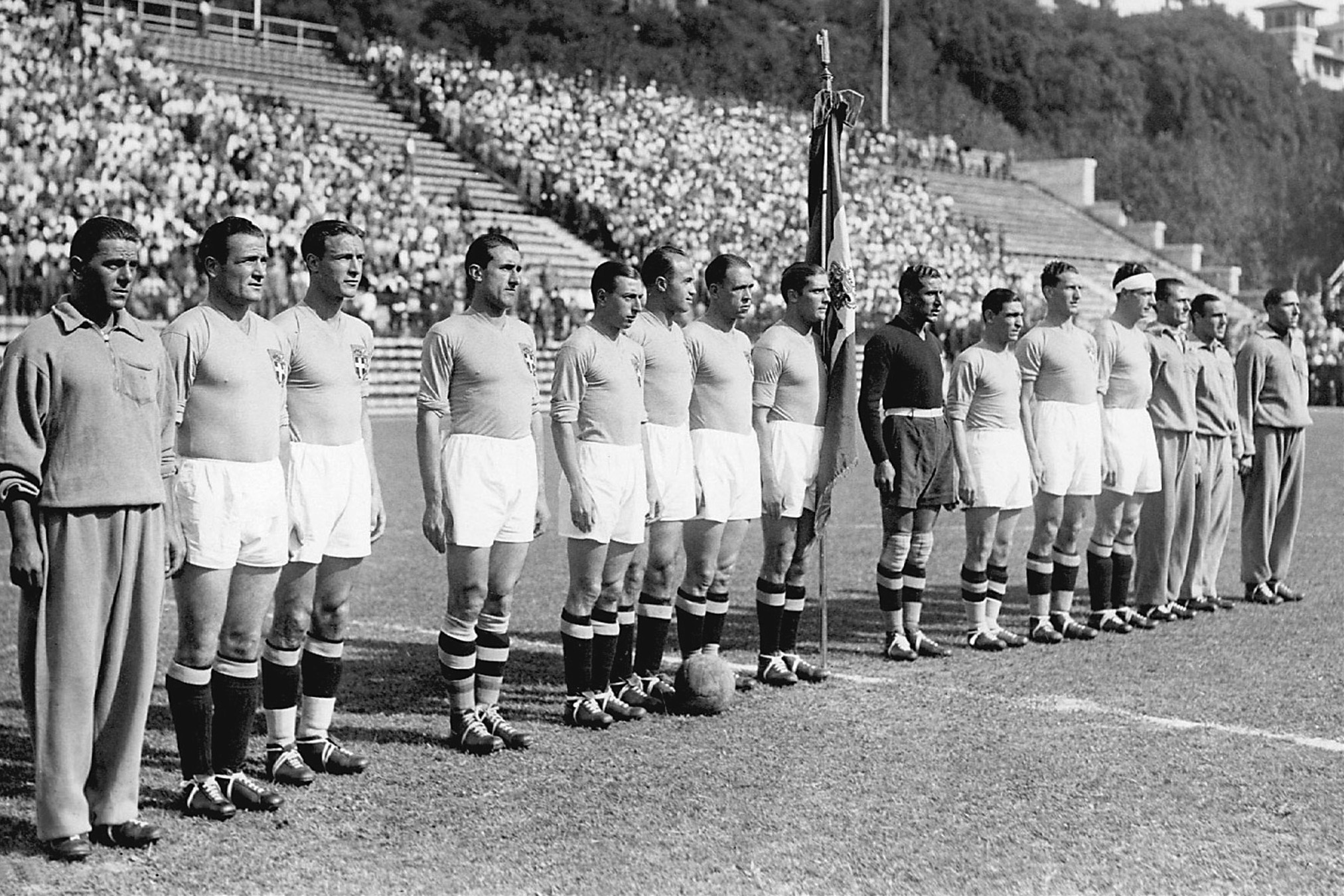
L'Italia per la prima volta campione del mondo nel 1934

Questa voce tratta la storia della nazionale maschile di calcio dell'Italia, il cui nome ufficiale è nazionale A.
La principale rappresentativa calcistica maschile dell'Italia, che ha esordito ufficialmente nel 1910, è una delle nazionali di calcio più titolate del mondo, avendo vinto quattro campionati mondiali, due campionati europei e un torneo olimpico, oltre a due Coppe Internazionali, competizione continentale riconosciuta quale ufficiosa antesignana del campionato europeo.
Avendo ottenuto come ulteriori piazzamenti due secondi posti (Messico 1970 e Stati Uniti 1994) e un terzo posto (Italia 1990) al mondiale, due secondi posti all'europeo (Belgio-Paesi Bassi 2000 e Polonia-Ucraina 2012), una medaglia di bronzo al torneo olimpico di Amsterdam 1928, il terzo posto nella FIFA Confederations Cup (2013) e due terzi posti nella UEFA Nations League (2020-2021 e 2022-2023) e una partecipazione alla Coppa dei Campioni CONMEBOL-UEFA (2022), l'Italia è l'unica nazionale, con la Spagna, a essere salita sul podio di tutte le competizioni ufficiali organizzate da FIFA e UEFA per le nazionali maggiori.

## Gli inizi

La prima selezione nazionale dell'Italia (in maglia palata) a Torino nel 1899, ritratta assieme agli avversari della Svizzera (in maglia bianca)

La Federazione Italiana del Football nacque nel 1898, quando il calcio in Italia era ancora a un livello pionieristico. Il primo tentativo di dar vita a una selezione italiana si ebbe già nel 1899 (secondo alcune fonti nel 1895) quando la FIF selezionò undici giocatori che militavano nel campionato italiano, di cui solo tre italiani, per giocare il 30 aprile un incontro amichevole a Torino, presso il Velodromo Umberto I, contro una rappresentativa svizzera che si impose per due reti a zero. In quell'occasione la rappresentativa italiana indossò una divisa biancoblù che era in effetti quella di gioco del Genoa. I giocatori "italiani" selezionati per quell'incontro furono Beaton, Bosio, Dobbie, Kilpin, Savage e Albert Weber dell'Internazionale Torino e Agar, De Galleani, Leaver, Pasteur I e Spensley del Genoa.
Il 13 gennaio 1910 nacque la nazionale italiana, per merito del presidente della Federazione Italia Giuoco Calcio (dall'anno prima nuovo nome della FIF) Luigi Bosisio. A tal fine, in mancanza di allenatori veri e propri ed essendo gli arbitri i più esperti, tra gli addetti ai lavori, sul tasso tecnico dei diversi giocatori che militavano in Prima Categoria (l'odierna Serie A), la FIGC incaricò la Commissione Tecnica Arbitrale di scegliere i giocatori che avrebbero giocato in nazionale per le prime partite. La commissione tecnica, formata da Umberto Meazza (US Milanese), Alberto Crivelli (Ausonia Pro Gorla), Agostino Recalcati (US Milanese), Giuseppe Gama (Inter) e Giannino Camperio (Milan), designò Umberto Meazza come allenatore.

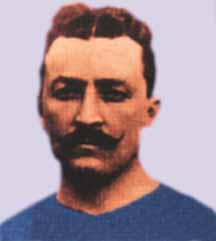
Francesco Calì, primo capitano della nazionale

Il 15 maggio, all'Arena Civica di Milano, l'Italia debuttò contro la Francia e vinse 6-2. Nell'occasione, Francesco Calì dell'Andrea Doria fu il capitano della selezione, mentre il primo storico gol degli Azzurri venne messo a segno da Pietro Lana, autore di una tripletta. Nell'occasione, la nazionale debuttò indossando maglie bianche con lo stemma di Casa Savoia poiché non si era raggiunto ancora l'accordo sui colori della divisa ufficiale.
Pochi giorni dopo l'esordio, l'Italia sfidò l'Ungheria, all'epoca assieme all'Austria tra le selezioni più forti del continente, figlie della «scuola danubiana» che avrebbe dominato fino al primo dopoguerra, accusando una pesante sconfitta. Quella fu la seconda e ultima volta che la nazionale utilizzò maglie bianche con lo stemma di Casa Savoia. Fu deciso che dall'incontro successivo (per combinazione, sempre contro gli ungheresi, il 6 gennaio 1911 a Milano) il colore da utilizzare, proprio in onore dei Savoia, fosse l'azzurro della loro bandiera, al centro della quale v'era lo Scudo Sabaudo rosso con una croce bianca all'interno. Da qui il soprannome Gli Azzurri, poi esteso a tutte le altre discipline sportive.

### Giochi olimpici 1912

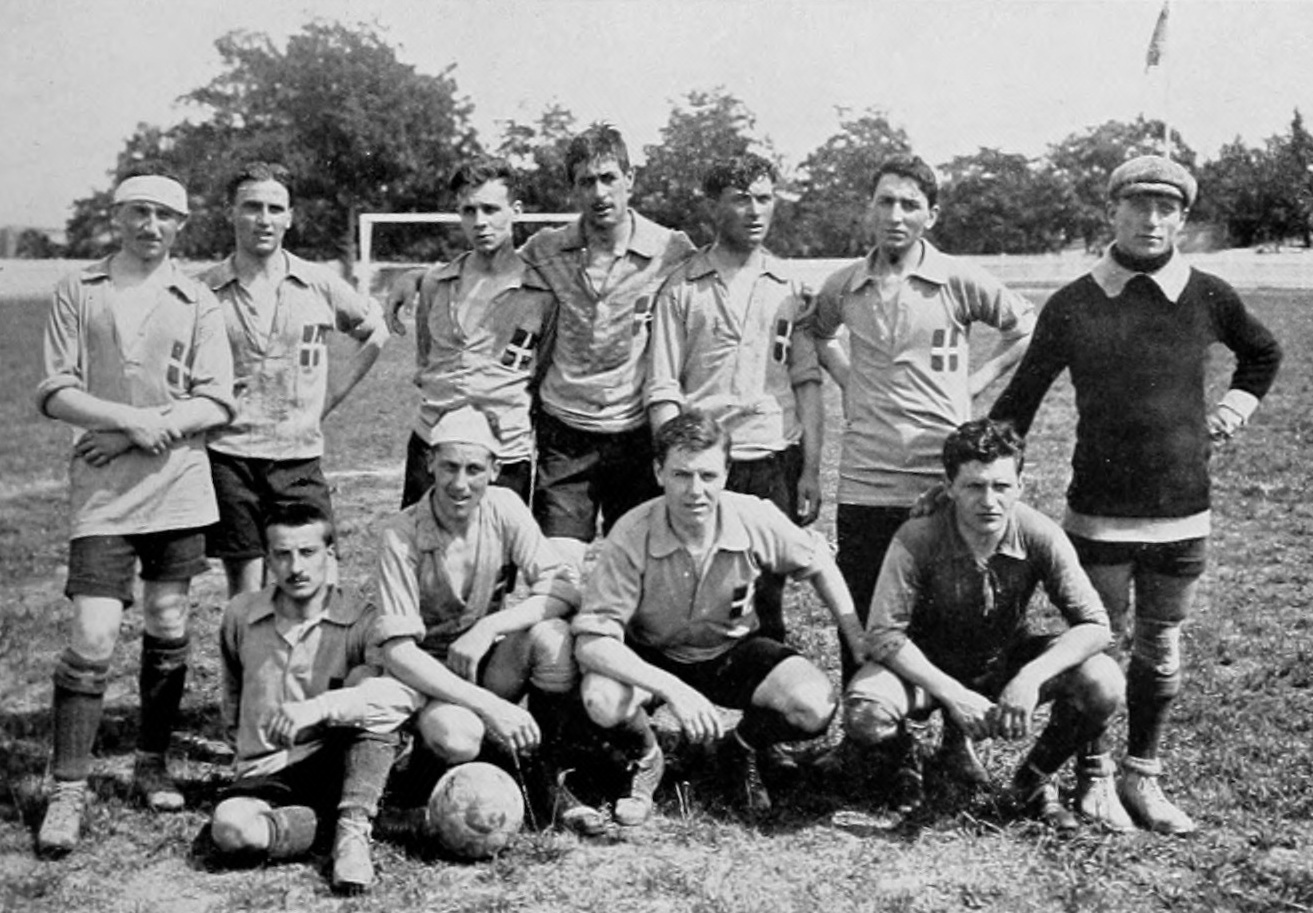
La Nazionale del 1912 ai Giochi olimpici di Stoccolma

La prima competizione ufficiale alla quale prese parte la nazionale italiana furono i Giochi olimpici di Stoccolma 1912: il 29 giugno 1912, al Tranebergs Idrottsplats, l'Italia, guidata per la prima volta da Vittorio Pozzo, perse nel turno di qualificazione contro la Finlandia per 2-3 dopo i tempi supplementari. Franco Bontadini, al 10' segnò la prima rete ufficiale della storia azzurra.

## Anni 1920

### Giochi olimpici 1920
Ai Giochi olimpici di Anversa 1920, la nazionale superò il turno di qualificazione battendo a Gand per 2-1 l'Egitto. Accedendo per la prima volta al tabellone del torneo olimpico di calcio, gli Azzurri furono subito eliminati nei quarti di finale, a seguito della sconfitta per 3-1 contro la Francia subita allo stadio Olimpico di Anversa.

### Giochi olimpici 1924
Quattro anni dopo i giochi di Anversa, alle Olimpiadi di Parigi 1924, l'Italia affrontò nel turno di qualificazione la Spagna: allo Stadio olimpico di Colombes gli Azzurri vinsero per 1-0, grazie ad una autorete degli iberici, ed ebbero accesso al tabellone del torneo olimpico. Negli ottavi di finale, allo stadio Pershing di Parigi, l'Italia superò per 2-0 il Lussemburgo, ma venne eliminata ai quarti di finale per mano della Svizzera, che ebbe la meglio sugli Azzurri grazie al 2-1 inflitto allo stadio Bergeyre, sempre nella capitale francese.

### Giochi olimpici 1928

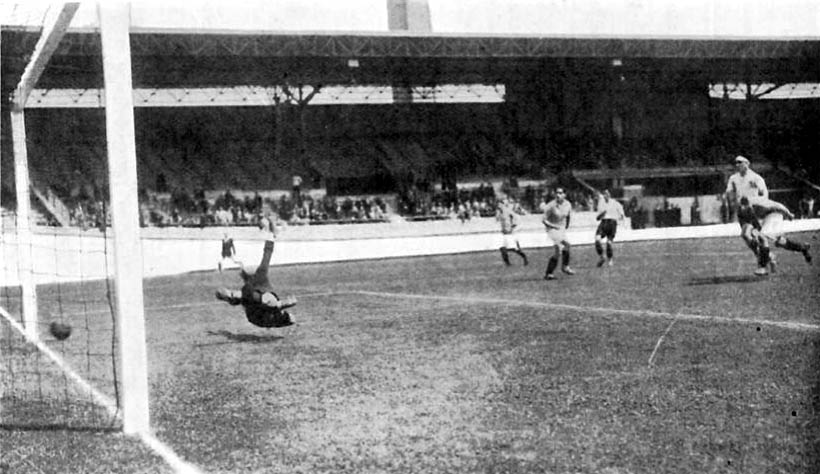
Un'immagine di Italia-Francia, ottavo di finale del torneo olimpico di Amsterdam (29 maggio 1928)

Con il calcio ormai divenuto un fattore di riferimento culturale per l'identità italiana, tanto che la gara contro l'Ungheria del 25 marzo 1928 ricevette copertura radiofonica, la squadra colse le prime soddisfazioni anche sul piano agonistico, aggiudicandosi la medaglia di bronzo alle Olimpiadi di Amsterdam.
Dopo aver eliminato Francia e Spagna, gli azzurri persero in semifinale con l'Uruguay terminando la manifestazione sul gradino più basso del podio per la netta vittoria (11-3) contro l'Egitto. Nel 1930 giunse invece il successo in Coppa Internazionale, torneo inaugurato nel 1927.

## Anni 1930 e 1940: dai successi di Pozzo al post Superga

Da sinistra: prima dell'inizio dei supplementari nella finale della Coppa Rimet 1934 contro la, il CT Vittorio Pozzo dà indicazioni a Monzeglio e Bertolini; il capitano Gianpiero Combi sembra preso da altro, mentre Monti discute con l'allenatore in seconda Carcano

Pur rinunciando a partecipare – complici le difficoltà organizzative e logistiche – all'edizione inaugurale del campionato del mondo, l'Italia guidata da Vittorio Pozzo in panchina e da Giuseppe Meazza in campo seppe ritagliarsi un ruolo di primo piano nella scena calcistica degli anni 30. Aggiudicatasi la seconda edizione della Coppa Internazionale, nel giugno 1934 la squadra partecipò al campionato mondiale da padrona di casa. A gettare ombre sul trionfo azzurro – consumatosi nella capitale contro una Cecoslovacchia arresasi solamente nei supplementari – furono polemiche relative agli arbitri, il cui operato venne giudicato favorevole agli azzurri per la pressione esercitata dal regime fascista.
Il 14 novembre dello stesso anno la squadra disputò un'amichevole contro l'Inghilterra, rimasta negli annali come battaglia di Highbury: al termine di un sofferto incontro, i britannici si imposero per 3-2. Confermato il successo in Coppa Internazionale nel 1935, la formazione rimpinguò ulteriormente la sua bacheca con l'oro olimpico a Berlino 1936. Decisivo fu il contributo di Annibale Frossi, autore di una doppietta contro l'Austria nella finalissima.

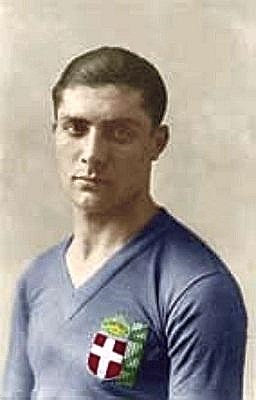
Giuseppe Meazza, tra i più grandi calciatori della storia e capitano degli azzurri vittoriosi alla Coppa Rimet 1938

Nel 1938 fu poi bissato il titolo mondiale, con la vittoria nell'edizione tenutasi in Francia: l'Italia iniziò il suo percorso dagli ottavi di finale eliminando la Norvegia nei supplementari, i padroni di casa transalpini nei quarti e il Brasile in semifinale. La gara con i sudamericani rimane inoltre celebre per il curioso episodio di cui Meazza fu protagonista, marcando il raddoppio su calcio di rigore mentre era impegnato a sorreggere con una mano i calzoncini cadenti; nell'atto conclusivo gli azzurri regolarono per 4-2 l'Ungheria, con doppiette di Piola e Colaussi.
Il 12 novembre 1939 la sconfitta in amichevole con la Svizzera pose termine a un'imbattibilità aperta il 24 novembre 1935 (Italia-Ungheria 2-2): i 30 risultati utili consecutivi di Pozzo saranno poi superati da Marcello Lippi, commissario tecnico del nuovo millennio. A caratterizzare le vicissitudini del dopoguerra furono le gesta del Grande Torino, egemonia riversatasi sulla Nazionale che l'11 maggio 1947, nell'incontro coi magiari, schierò tra i titolari ben dieci calciatori granata – con l'unica eccezione rappresentata dal portiere juventino Lucidio Sentimenti. La sciagura di Superga, in cui l'intera squadra torinese perì, impoverì notevolmente gli azzurri sotto il profilo tecnico: in segno di lutto, la rappresentativa indossò per un anno la fascia nera al braccio.

## Anni 1950 e 1960: il periodo buio e la rinascita

### La doppia delusione mondiale (1950-1954)
La difficile ricostruzione che interessò il movimento calcistico nazionale riversò i propri effetti già sui Mondiali 1950, cui gli azzurri si presentarono tra l'altro da campioni in carica per via del titolo conquistato in Francia nel 1938. Nel timore di nuovi incidenti aerei, la squadra si recò in Brasile per via marittima ma durante la traversata non poté svolgere un'adeguata preparazione. Sconfitta di misura dalla Svezia nel primo incontro, non superò la fase a gironi malgrado la successiva vittoria sul Paraguay.

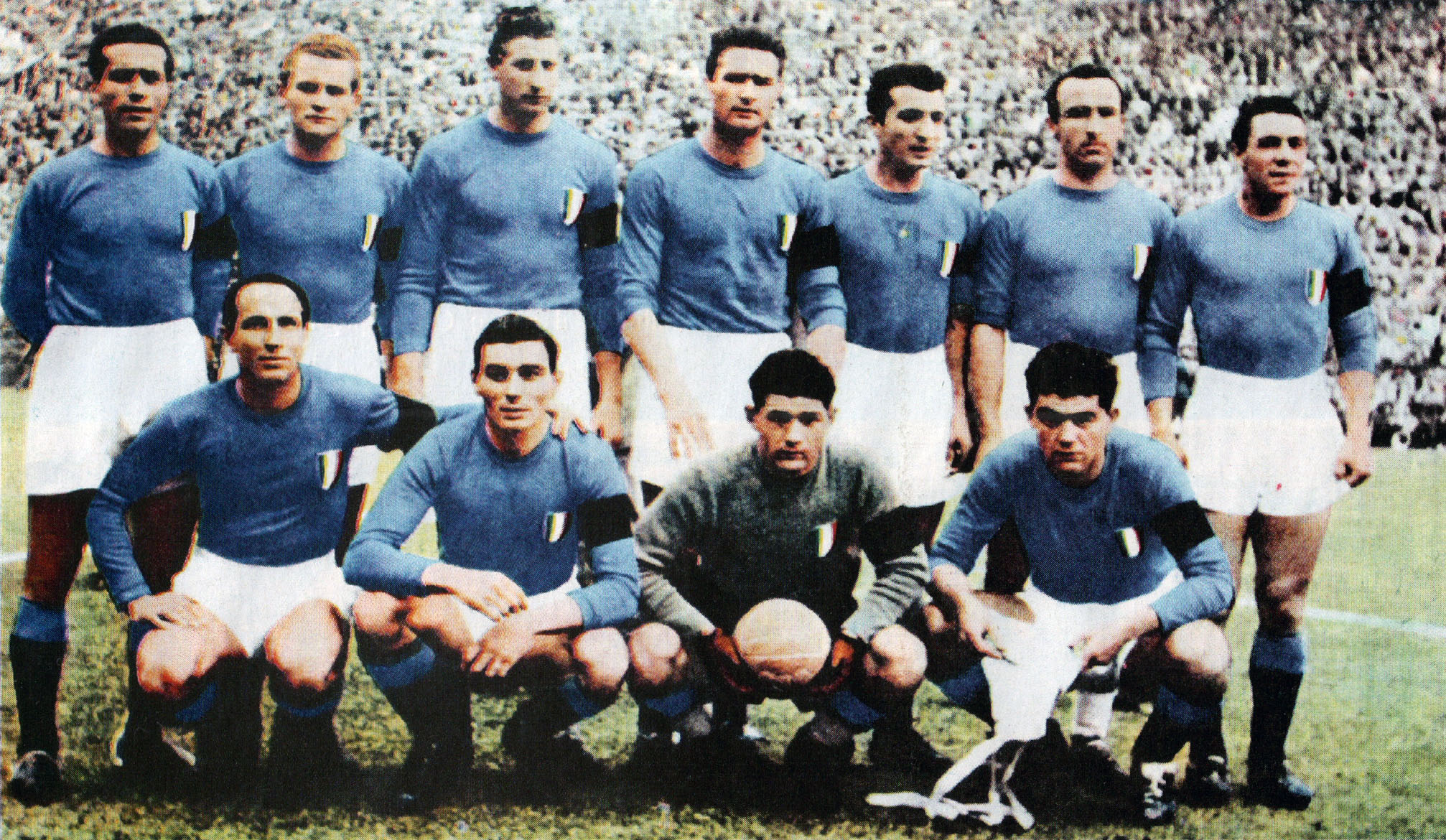
La gara con l'Austria del 22 maggio 1949, prima uscita del dopo-Superga

Gli ulteriori fallimenti cui la squadra andò incontro – con l'eliminazione alle Olimpiadi di Helsinki e il penultimo posto in Coppa Internazionale – indussero la FIGC a istituire un comitato del quale facevano parte, tra gli altri, Lajos Czeizler e l'ex campione mondiale Angelo Schiavio: venne quindi creata una formazione giovanile riservata ad atleti d'età inferiore ai 22 anni, con una divisa da gioco verde, che nelle intenzioni avrebbe rappresentato un serbatoio da cui attingere per la consorella maggiore. Benché passato alla storia col nome di Primavera, il contingente giovanile non fornì un contributo significativo all'undici principale: ammessa ai Mondiali 1954 dopo aver eliminato l'Egitto, la selezione uscì al primo turno perdendo due volte contro la Svizzera.

### La mancata qualificazione al mondiale 1958

La formazione azzurra che il 9 dicembre 1956 sconfisse l'Austria a Genova, in un incontro valido per la Coppa Internazionale

A tener banco nelle cronache dell'epoca fu il tema degli oriundi, calciatori d'origine straniera – perlopiù sudamericana – naturalizzati per difendere la maglia azzurra: del gruppo fecero parte Schiaffino, Ghiggia, Montuori, Da Costa e Angelillo. Concludendo un decennio pressoché fallimentare, gli azzurri mancarono l'appuntamento con i Mondiali 1958. Nel dicembre 1957 la sfida con l'Irlanda del Nord venne trasformata in amichevole per il mancato arrivo dell'arbitro Zsolt, il cui volo aereo fu impedito dalla nebbia: una gara caratterizzata da violenti scontri in campo e sulle tribune finì 2-2. Sconfiggendo per 3-0 il Portogallo l'Italia parve ipotecare il biglietto, dacché un pari nel recupero con i britannici sarebbe stato sufficiente per qualificarsi al torneo.
La seconda gara si tenne a Belfast il 15 gennaio 1958, ma la sconfitta per 2-1 precluse agli azzurri il raggiungimento della fase finale. A evidenziare il precario stato di forma del calcio tricolore fu poi il presidente del CONI Giulio Onesti, espressosi duramente nei confronti delle società per gli ingenti sforzi economici – a suo dire eccessivi – e per il tesseramento di atleti stranieri, sollevando dubbi sull'effettivo contributo fornito da essi al campionato nazionale. Il clima di tensione sfociò, nell'agosto 1958, nel commissariamento della federazione al cui vertice dirigenziale fu posto Bruno Zauli.

### Le ulteriori disfatte (1962-1966)

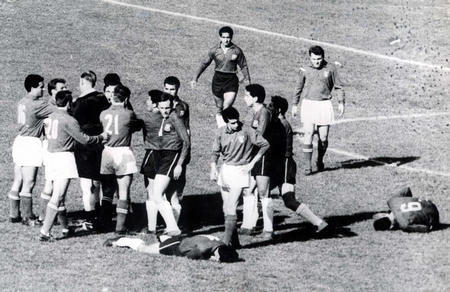
Un'immagine della «battaglia di Santiago», controverso episodio da cui scaturì la fama del mondiale cileno

La tendenza a investire negli oriundi rappresentò una costante anche degli anni successivi, con i nomi di Sivori, Altafini, Sormani e Maschio. Disertata per scelta la partecipazione nel 1960 al primo campionato d'Europa, l'Italia cercò riscatto con il mondiale del 1962 in Cile, cui approdò eliminando agevolmente Israele. Ad aprire la manifestazione fu un pareggio senza gol contro la Germania, mentre nel secondo match gli azzurri sfidarono i padroni di casa del Cile. L'ambiente locale fu surriscaldato dai critici commenti della stampa europea, mentre in Sudamerica si registrava un'accesa acredine nei confronti degli oriundi per la loro decisione di schierarsi in favore di altri paesi; un duro incontro – su cui pesò la direzione di gara del britannico Ken Aston, con l'espulsione di due azzurri e l'impunità verso la violenza dei cileni – si risolse nella sconfitta italiana, ponendo di fatto termine al Mondiale azzurro.
Un'altra pagina nera del calcio italiano venne scritta nel mondiale del 1966 in Inghilterra, quando la formazione italiana guidata da Edmondo Fabbri perse contro la Corea del Nord: una rete di Pak Doo Ik rispedì a casa gli azzurri già al primo turno; al rientro in patria, i tifosi bersagliarono di pomodori i componenti della spedizione e Fabbri, con fare piuttosto paranoico, si dichiarò vittima di un presunto complotto ordito dallo staff medico. Sul fronte interno, la ritorsione nei confronti degli stranieri raggiunse l'apice, tanto che la Federazione impedì il tesseramento di calciatori esteri a partire dalla stagione corrente.

### Euro 1968: il primo titolo continentale con Valcareggi

L'Italia campione d'Europa nel 1968, di nuovo vittoriosa a trent'anni di distanza dai successi dell'era Pozzo

Dopo l'eliminazione dal mondiale, la nazionale conseguì agevolmente la qualificazione all'europeo del 1968 – la cui fase finale si tenne proprio sui campi italiani – superando nel loro girone Romania, Cipro e Svizzera. Nei quarti di finale, l'undici guidato da Ferruccio Valcareggi superò la Bulgaria, registrando peraltro il debutto del ventiseienne portiere Dino Zoff.

Il capitano azzurro Giacinto Facchetti solleva la Coppa Henri Delaunay appena vinta

La semifinale di Napoli contro l'Unione Sovietica terminò senza gol, con il passaggio alla finalissima deciso da una monetina: il lancio premiò l'Italia, permettendo ai padroni di casa di contendere alla Jugoslavia – capace di estromettere i campioni del mondo in carica dell'Inghilterra – il primato continentale. L'incontro si risolse in parità, con reti di Džajić e Domenghini, causando la ripetizione a 48 ore di distanza; nella seconda gara gli Azzurri trionfarono per 2-0, con gol di Riva e Anastasi, conquistando il primo titolo europeo della loro storia.

## Anni 1970

### Mondiale 1970
I neocampioni d'Europa sostennero, dopo il titolo continentale conquistato, le qualificazioni per il campionato mondiale del 1970, superando Germania Est e Galles. Giunta alla fase finale con buone aspettative, complice anche l'affermazione ad alti livelli di Riva, la squadra superò il primo turno con un solo gol all'attivo: Domenghini realizzò infatti la rete che decise l'incontro con la Svezia, prima dei pareggi a reti inviolate con Uruguay e Israele.

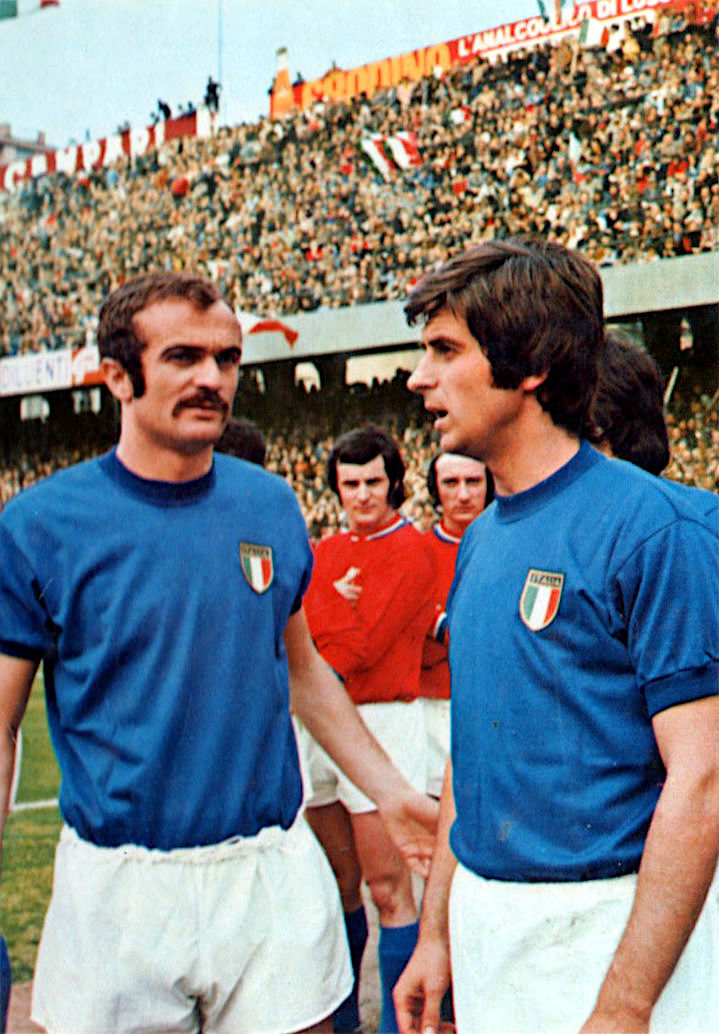
Sandro Mazzola e Gianni Rivera furono protagonisti, al mondiale messicano del 1970, della «staffetta» voluta dal CT Ferruccio Valcareggi

Nei quarti di finale la formazione sconfisse i padroni di casa del Messico, col netto risultato di 4-1. A entrare negli annali del calcio fu poi la semifinale contro la Germania, ribattezzata «partita del secolo» per le emozioni offerte e il contesto agonistico: a conclusione di un incontro sofferto, l'Italia vinse per 4-3 nei supplementari. Il probante impegno con i tedeschi riversò le proprie conseguenze sulla finale, in cui gli uomini di Valcareggi non riuscirono a contrastare atleticamente il Brasile di Pelé: al vantaggio dei sudamericani rispose Boninsegna nel primo tempo, ma nella ripresa i verdeoro prevalsero poi per 4-1. In quella partita, oltre all'assegnazione del titolo di "campione del mondo", venne messa in palio definitivamente la coppa Jules Rimet: infatti, per il regolamento della FIFA, la prima squadra che si fosse aggiudicata per tre volte il torneo avrebbe ottenuto la coppa originale, e dall'edizione successiva sarebbe cambiata. Italia e Brasile si presentarono entrambe all'atto conclusivo con due coppe del mondo conquistate e, in conseguenza del risultato della finale, il trofeo andò ai sudamericani.

### Mondiale 1974

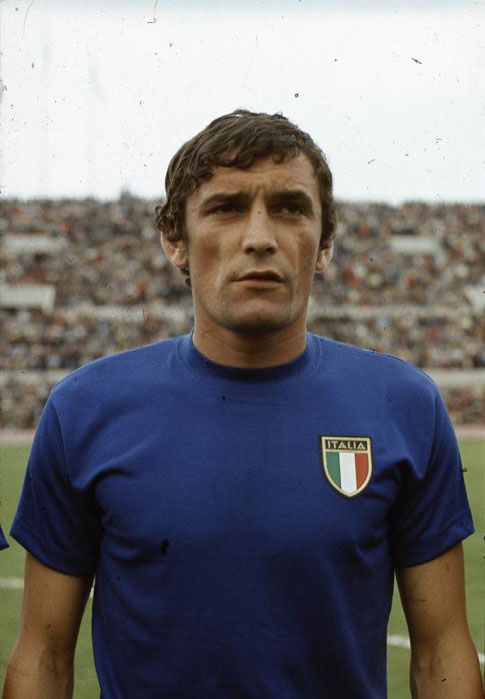
Gigi Riva: nell'autunno 1973, divenne il miglior marcatore della storia azzurra con 35 reti all'attivo

Valcareggi, criticato da stampa e tifosi per l'inserimento di Rivera solo negli ultimi minuti della finale con il Brasile, dopo un torneo caratterizzato dalla «staffetta» tra il rossonero e Mazzola, fallì la qualificazione all'europeo del 1972: archiviato senza patemi il girone, nei quarti di finale i campioni in carica furono battuti dal Belgio. Non sfuggì invece la partecipazione ai Mondiali 1974, conseguita in un raggruppamento con avversarie di scarsa caratura; nell'autunno 1973 la Nazionale violò inoltre lo storico Wembley di Londra, vincendo l'amichevole contro gli inglesi con una rete di Fabio Capello.
Nella fase finale del mondiale disputato in Germania Ovest la nazionale italiana, considerata tra le favorite alla vigilia, invece non supera la prima fase a gironi: dopo la vittoria iniziale contro Haiti arrivano infatti il pareggio contro l'Argentina e soprattutto la sconfitta contro la Polonia, che condanna gli Azzurri. Il fallimento in terra tedesca chiude un'era, in quanto lasciano la nazionale il commissario tecnico Valcareggi e giocatori del calibro di Enrico Albertosi, Tarcisio Burgnich, Gianni Rivera, Sandro Mazzola e Gigi Riva.

### Mondiale 1978
Dal settembre del 1974 la Federazione conferisce a Fulvio Bernardini il compito di portare avanti il ricambio generazionale; la nuova formazione riparte da elementi quali Gentile, Scirea, Antognoni, Tardelli, Bettega e Graziani. Dal 1975 Enzo Bearzot affianca Bernardini, che diventa direttore tecnico. La nazionale, ancora in costruzione, manca l'accesso al campionato d'Europa 1976 (preceduta nel girone da Paesi Bassi e Polonia, seconda e terza classificata al precedente mondiale). A partire dal 1977, Bearzot assume in solitaria l'incarico di commissario tecnico: la qualificazione per il campionato del mondo 1978 arriva a scapito degli inglesi (con cui il bilancio degli scontri diretti era in parità, a causa di una vittoria per 2-0 a testa), sopravanzati per differenza reti. Nel computo totale dei gol, è determinante il 6-1 conseguito contro la Finlandia nell'ottobre 1977.

Dino Zoff, presente in quattro campionati mondiali dal 1970 al 1982: nelle ultime due occasioni vestì la fascia di capitano

Nel campionato del mondo svolto in Argentina la nazionale, fondata sul cosiddetto «blocco Juve», vince a punteggio pieno il girone con Francia, Ungheria e Argentina. Nella seconda fase a gironi, comprendente anche Germania Ovest e Austria, gli Azzurri si piazzano dietro ai Paesi Bassi, e disputano quindi la finale per il terzo posto, persa contro il Brasile per 2-1. L'Italia, partita senza clamori, viene indicata come la nazionale che ha saputo mostrare il gioco più bello durante il torneo.

## Anni 1980

### Euro 1980
Nel 1980 l'Italia ospitò per la seconda volta il campionato d'Europa, giunto alla sua ottava edizione. Il torneo inaugurava una nuova formula, con la qualificazione diretta per lo Stato ospitante e la partecipazione complessiva di 8 nazionali. Tuttavia, lo scoppio del caso "Totonero" e le conseguenti sanzioni privarono la squadra di elementi importanti, su tutti Bruno Giordano, Manfredonia e Rossi.

Gli azzurri quarti classificati all'europeo casalingo di

Inseriti nel gruppo B, gli azzurri esordirono nel torneo il 12 giugno 1980 a Milano contro la Spagna: finì 0-0. Una rete di Tardelli valse poi la vittoria contro l'Inghilterra, ma con il Belgio ci fu un altro pari a reti inviolate: la situazione di uguaglianza nella differenza reti (1) premiò i Diavoli Rossi, autori di 3 gol contro l'unico degli italiani. A questi ultimi toccò la finale di consolazione contro la Cecoslovacchia, detentrice del titolo. Al 90' il risultato era di 1-1: di comune accordo tra le formazioni non si disputarono i supplementari, ma direttamente i rigori dove l'Italia venne sconfitta per 9-8; l'errore decisivo fu di Collovati, il cui tiro fu parato.

### Mondiale 1982: la terza stella con Bearzot

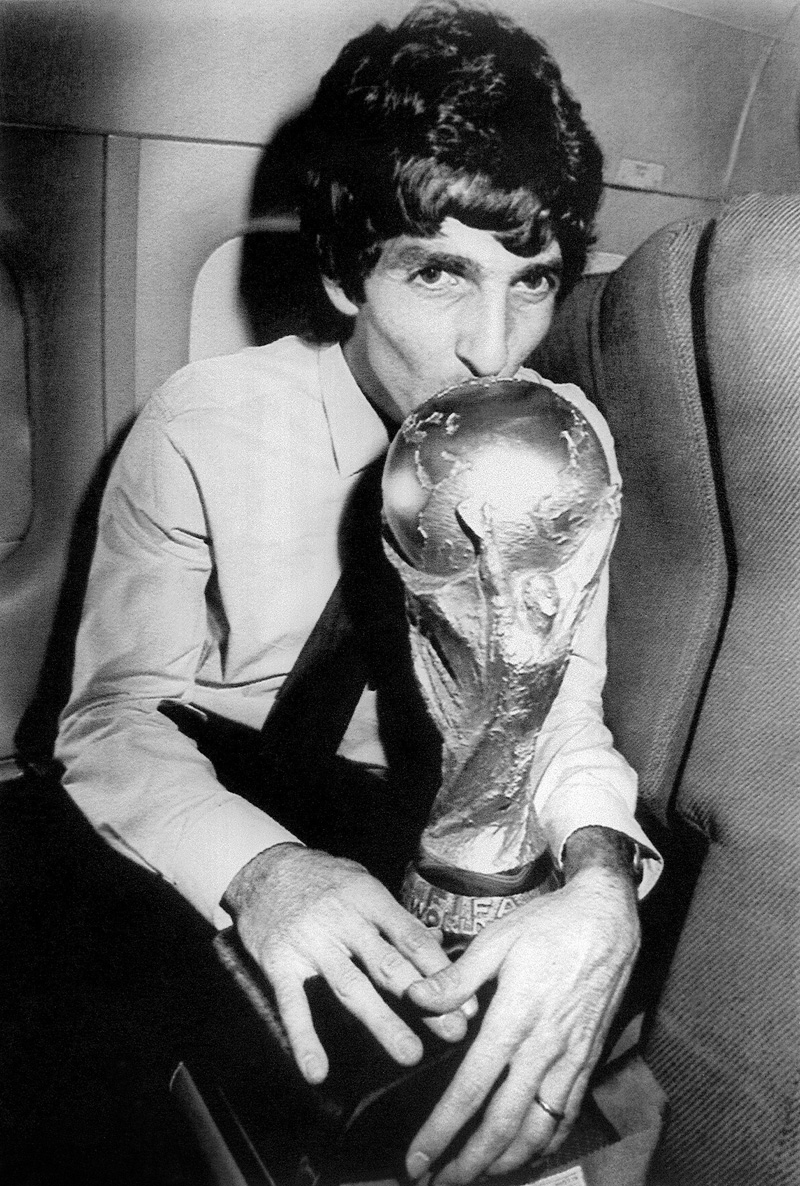
Nel 1982, Paolo Rossi fu il primo italiano a laurerarsi capocannoniere di una fase finale della Coppa del mondo

L'Italia di Bearzot si qualifica al mondiale di Spagna 1982 dopo aver superato un girone facile, pur non riuscendo a convincere nel periodo precedente alla rassegna: la squadra vince 2 partite su 9 nell'anno 1981, delude al Mundialito in Uruguay, fatica nelle amichevoli (Giuseppe Bergomi esordisce nella sconfitta esterna con la Germania Est, a pochi mesi dal mondiale spagnolo) e il CT inizia a essere inviso alla stampa a causa di alcune mancate convocazioni (su tutte quella del romanista Roberto Pruzzo, capocannoniere delle due precedenti stagioni).
La nazionale azzurra è sorteggiata con Polonia, Perù e Camerun e passa il turno con tre pareggi e in seconda posizione, grazie al maggior numero di gol segnati rispetto a quelli realizzati dal Camerun. Nella seconda fase a gironi l'Italia si ritrova con Argentina e Brasile: la squadra vince per 2-1 contro la selezione di Maradona e per 3-2 col Brasile, in una gara decisa dalla tattica contropiedista imposta da Bearzot, che consente a Rossi di realizzare una tripletta. 

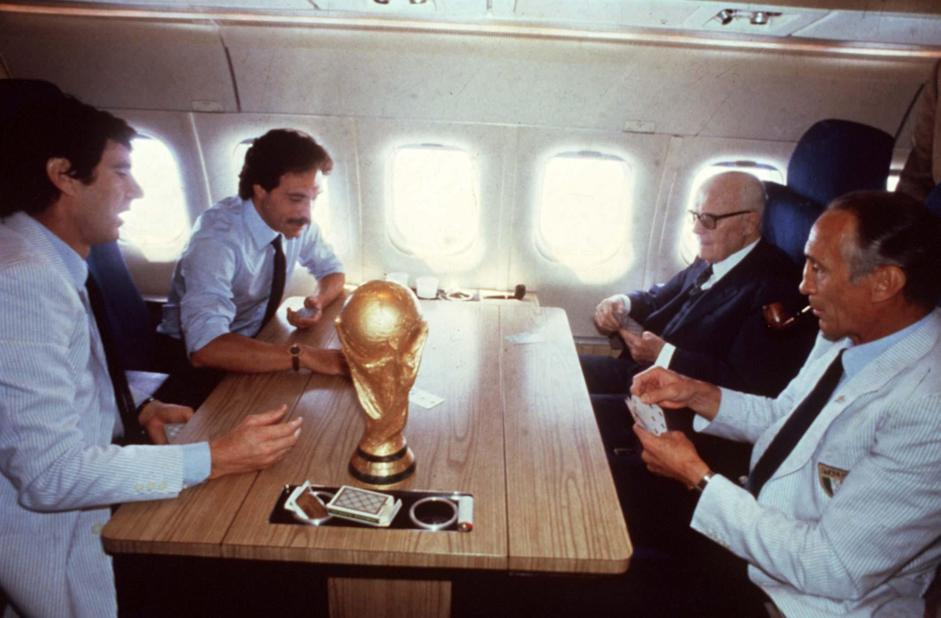
Il capitano azzurro Dino Zoff, Franco Causio e il CT Enzo Bearzot giocano a scopone con il presidente Sandro Pertini, al ritorno in Italia dopo il trionfo mondiale di Madrid

Rossi è protagonista anche della semifinale con la Polonia priva di Boniek (0-2) e segna anche in finale contro la Germania Ovest – reduce dalla notte di Siviglia contro la Francia di Michel Platini – dopo il rigore sbagliato nel primo tempo da Cabrini. Il secondo e il terzo gol per l'Italia portano la firma rispettivamente di Tardelli e del subentrante Altobelli; a tempo ormai scaduto Breitner sigla il vano gol della bandiera. L'11 luglio 1982, a Madrid, l'Italia vince per la terza volta il campionato del mondo.

### Mondiale 1986
Nel biennio post-1982 un gruppo azzurro a posteriori arrivato alla fine di un ciclo mancò l'accesso alla fase finale del campionato d'Europa 1984, risultato di opache e deludenti prove nel girone qualificatorio contro modeste avversarie quali Cipro, Romania e Svezia. Da campioni del mondo in carica, gli azzurri ottennero la qualificazione d'ufficio al campionato del mondo 1986 in Messico. L'inizio dell'avventura non fu dei migliori, dato che l'arrivo della nazionale venne accolto dalle polemiche per un mancato incontro della squadra con la stampa locale. L'Italia superò la fase a gironi, spinta dal centravanti Altobelli che realizzò 4 gol in tre partite, ma al primo ostacolo degli ottavi di finale venne estromessa dalla Francia campione d'Europa in carica (0-2), segnando di fatto il capolinea della generazione mundial.

### Euro 1988
Il conseguente congedo di Bearzot fu accompagnato, nell'estate 1986, da un nuovo scandalo di scommesse che interessò l'Italia calcistica. Onde ripartire, dalla selezione giovanile (per elementi sotto i 21 anni) fu scelto Azeglio Vicini come nuovo allenatore. La federazione gli affidò il compito di rimpiazzare la precedente generazione azzurra, con l'eccezione del confermato Altobelli, che, superata la soglia dei 30 anni, risultò ancora fondamentale nella rincorsa al campionato d'Europa 1988. In una nazionale dal gioco propositivo, iniziò a brillare la figura di Gianluca Vialli, che nel novembre 1987 realizzò una doppietta decisiva nella gara contro la Svezia valida per le qualificazioni al campionato europeo. Il sampdoriano, inizialmente schierato come spalla di Altobelli, prese progressivamente il posto di Spillo come centravanti, ma l'attacco era il reparto nel quale si riteneva vi fosse la maggiore carenza tecnica.

Azeglio Vicini, commissario tecnico dal 1986 al 1991, sotto la sua gestione svecchiò sensibilmente la nazionale promuovendo molti elementi da lui già allenati dell'Under-21

Nella fase finale del torneo, disputata in Germania Ovest, l'Italia pagò, invece, i prevedibili limiti di una squadra costruita su colonne giovani che, pur discretamente abili dal punto di vista tecnico, non possedevano ancora la necessaria maturità internazionale. Il cammino s'arrestò in semifinale, di fronte all'Unione Sovietica. L'europeo coincise con la fine della carriera azzurra di Altobelli, che lasciò la nazionale dopo 8 anni di militanza.

## Anni 1990

### Mondiale 1990
Esentata – a norma di regolamento – dalle eliminatorie per il mondiale casalingo del 1990, la formazione azzurra si preparò all'evento tramite le amichevoli. Soddisfatto da un bilancio complessivamente positivo, il commissario tecnico puntò su Schillaci: il venticinquenne centravanti andava affermandosi nella Juventus, dopo una proficua gavetta nelle categorie minori.

Salvatore Schillaci, protagonista delle "notti magiche" di Italia '90

Già nella partita di debutto contro l'Austria, "Totò" risolse la contesa a 4' dal suo ingresso in campo. L'Italia sconfisse poi gli Stati Uniti e la Cecoslovacchia, vincendo a punteggio pieno il girone; nel corso della gara con i boemi, Roberto Baggio segnò un gol giudicato come il più bello della rassegna. Gli azzurri accedettero poi alle semifinali, battendo in successione l'Uruguay e l'Irlanda (rispettivamente per 2-0 e 1-0). L'ingresso in finale venne sbarrato dall'Argentina, che pareggiò con Caniggia l'iniziale vantaggio di Schillaci: per Zenga si trattò del primo gol incassato durante il torneo. I sudamericani prevalsero quindi ai rigori, complici gli errori di Serena e Donadoni. La finale di consolazione si tenne a Bari, dove la formazione piegò per 2-1 l'Inghilterra aggiudicandosi il bronzo (del quale non era mai stata insignita precedentemente). Schillaci vinse la palma di cannoniere con 6 gol, mentre il risultato fu vissuto più come una delusione che un trionfo.
L'Italia pagò le scorie delle fatiche mondiali durante la stagione seguente, in cui fu impegnata nelle qualificazioni all'europeo 1992. Nonostante la vittoria della Scania Cup, nel giugno 1991, Vicini rilasciò dichiarazioni sul possibile addio alla panchina. La squadra non riuscì a qualificarsi per la manifestazione continentale, perdendo punti decisivi nelle trasferte in Norvegia e Unione Sovietica. Ancor prima che la fase eliminatoria terminasse, Vicini fu sostituito da Arrigo Sacchi: il nuovo tecnico, che aveva guidato con successo il Milan negli anni passati, era propugnatore di una nuova filosofia calcistica rispetto al tradizionale gioco all'italiana.

### Il quinquennio di Sacchi (1991-1996)

Arrigo Sacchi, CT dal 1991 al 1996. Al il tecnico riportò l'Italia a giocare una finale mondiale dopo dodici anni

Sacchi andò a sedersi sulla panchina azzurra con intenti di «rivoluzione culturale» – a posteriori infruttuosa –, tentando di riproporre in nazionale il gioco e gli schemi che tanti successi avevano portato al Milan: il fusignanese, fautore della difesa a zona, introdusse infatti a Coverciano il fuorigioco e il pressing sistematico a centrocampo, concetti all'epoca ancora poco radicati nel calcio italiano. Il primo banco di prova per il tecnico di Fusignano furono le eliminatorie del campionato del mondo 1994. Proprio grazie all'ottimo girone di qualificazione disputato (primo posto con un bilancio di 7 vittorie, 2 pareggi e una sconfitta), nel novembre 1993 l'Italia salì al primo posto nella classifica mondiale della FIFA istituita nell'agosto di quell'anno, posizione che mantiene per un mese.

#### Mondiale 1994
Qualificatasi per il mondiale di USA '94 vincendo il girone comprendente anche Svizzera, Portogallo, Scozia, Malta ed Estonia, negli Stati Uniti l'Italia affronta Irlanda, Norvegia e Messico. All'inaspettata sconfitta all'esordio contro l'Irlanda (1-0 nel caldo torrido del Giants Stadium di New York) segue la vittoria contro la Norvegia (1-0, gol di Dino Baggio) sempre al Giants Stadium, in una partita resa difficile dall'espulsione del portiere Gianluca Pagliuca e dall'infortunio al menisco di Franco Baresi. Il pareggio contro i messicani (1-1, gol del vantaggio di Daniele Massaro) consente all'Italia di superare la fase a gironi come una delle quattro migliori terze, dopo aver chiuso il girone dietro a Messico e Norvegia.

Roberto Baggio fu il trascinatore degli azzurri a USA '94. Vestì la maglia italiana dal 1988 al 1999 e si ritirò dalla nazionale nel 2004, dopo 27 reti in 56 partite, in occasione di un'amichevole con la organizzata in suo onore a Genova

Gli azzurri proseguono il cammino mondiale eliminando la Nigeria con sofferenza. A Foxboro gli africani si portano in vantaggio nel primo tempo con Emmanuel Amunike. La reazione azzurra produce nella ripresa un palo del subentrato Dino Baggio, ma a un quarto d'ora dalla fine l'arbitro commina una controversa espulsione a Gianfranco Zola. A due minuti dall'eliminazione Roberto Baggio realizza il gol del pareggio che porta la sfida ai tempi supplementari, dove è lo stesso fuoriclasse della Juventus a realizzare, su calcio di rigore, il gol del definitivo 2-1.
Ai quarti di finale l'Italia affronta la Spagna, il cui CT Javier Clemente predispone una "diga" di centrocampo. L'umidità rende la sfida particolarmente complicata e combattuta, ma gli azzurri riescono a portarsi in vantaggio con una rete di Dino Baggio, vanificata nella ripresa dal pareggio di José Luis Caminero. Mauro Tassotti rompe il naso a Luis Enrique con una gomitata, ma l'arbitro non interviene. A due minuti dalla fine, con un letale contropiede, Roberto Baggio aggira il portiere e da posizione defilata infila in rete il pallone del 2-1. L'avversaria in semifinale è la temibile Bulgaria, che qualche giorno prima ha battuto l'Argentina nella fase a gironi (2-0) e ai quarti ha eliminato la Germania campione del mondo in carica (2-1). Al Giants Stadium gli azzurri giocano bene e vanno a segno con una doppietta di Roberto Baggio, cui risponde su calcio di rigore Hristo Stoičkov. Nella ripresa il risultato non cambia: per l'Italia si aprono le porte della quinta finale mondiale della sua storia.

Franco Baresi, campione del mondo da comprimario a Spagna '82 e capitano degli azzurri finalisti a USA '94

La finale del Rose Bowl di Pasadena mise di fronte Italia e Brasile ventiquattro anni dopo l'atto conclusivo di Messico 1970. Per esigenze televisive si gioca alle 12:30, sotto un caldo soffocante (36 gradi, 70% di umidità). Contrariamente alle intenzioni annunciate, Sacchi schiera all'ultimo sia Franco Baresi (recuperato a soli 25 giorni da un infortunio al menisco) sia Roberto Baggio, correndo il massimo dei rischi. La partita vede un sostanziale equilibrio, con le squadre ben disposte tatticamente in campo.
Il risultato di 0-0 non muta neanche nei tempi supplementari e così, per la prima volta nella storia del mondiale, il trofeo è assegnato ai tiri di rigore. Dal dischetto sono fatali gli errori proprio dei due infortunati Baresi e Baggio, oltre a quello di Massaro. Va tuttavia ricordato che, nonostante il clamore suscitato dall'errore al dischetto del fantasista, la squadra brasiliana avrebbe dovuto ancora effettuare l'esecuzione del proprio quinto rigore; pertanto l'eventuale realizzazione di Baggio avrebbe potuto non bastare per proseguire la serie a oltranza.

#### Euro 1996
Dopo il mondiale la selezione azzurra consegue risultati altalenanti, riuscendo comunque a presentarsi all'europeo inglese. Gli azzurri chiudono infatti il gruppo 4 delle qualificazioni europee al secondo posto, a pari punti con la Croazia, con lo stesso ruolino di marcia dei croati (7 vittorie, 2 pareggi, una sconfitta), ma con una differenza reti lievemente peggiore (+14 contro +17) e mettendosi dietro Lituania, Ucraina, Slovenia ed Estonia. Nella fase finale la vittoria ottenuta dagli azzurri contro la Russia (2-1) è resa vana dalla sconfitta contro la Rep. Ceca (1-2). Obbligata alla vittoria nell'ultimo incontro con la Germania, la formazione italiana spreca varie occasioni da gol e fallisce anche un calcio di rigore con Gianfranco Zola: lo 0-0 finale qualifica l'undici di Berti Vogts ed elimina la squadra di Arrigo Sacchi dal torneo continentale.

La formazione dell'Italia scesa in campo per la sfida di qualificazione a Euro '96 contro la, vinta per 1-0 allo stadio Friuli di Udine il 6 settembre 1995

Il 5 ottobre 1996 l'Italia apre la campagna di qualificazione al campionato del mondo 1998 battendo per 3-1 la Moldavia in trasferta; per Sacchi sarà il terz'ultimo match ufficiale sulla panchina azzurra, mentre l'ultimo è una sconfitta in rimonta patita il successivo 6 novembre, in amichevole, contro la meno quotata Bosnia ed Erzegovina allo Stadion Koševo di Sarajevo. Poche settimane dopo il tecnico fusignanese, ormai inviso a Federcalcio, stampa e tifosi, e prendendo la palla al balzo della panchina vacante al Milan, presenta le dimissioni da CT e torna a Milano. La Federazione lo rimpiazza nel dicembre 1996 con Cesare Maldini, già vice di Bearzot nella vittoriosa campagna di Spagna 1982 e pluridecorato selezionatore dell'Under-21 vincitrice di tre europei di categoria di fila.

### Il biennio di Maldini
Il nuovo CT, che si trova nell'insolita condizione di allenare il figlio Paolo, esordisce il 22 gennaio 1997 con una vittoria in amichevole contro l'Irlanda del Nord (2-0) allo stadio La Favorita di Palermo. Il 12 febbraio, nella partita successiva, valida per le qualificazioni al campionato del mondo 1998, coglie uno storico successo a Wembley contro l'Inghilterra (0-1, gol di Gianfranco Zola). Il 29 marzo, nella terza partita, vinta per 3-0 allo stadio Nereo Rocco di Trieste contro la Moldavia nell'ambito delle qualificazioni mondiali, Maldini fa esordire Christian Vieri, che bagna il proprio debutto siglando il millesimo gol della storia della nazionale italiana. 

L'Italia che batté per 1-0 la allo stadio San Paolo di Napoli il 15 novembre 1997, nel ritorno dei play-off UEFA di qualificazione al

Nel giugno del 1997 la nazionale di Maldini prende parte, insieme ad altre blasonate nazionali, al Torneo di Francia, sorta di prova generale in vista del mondiale francese dell'anno successivo. Dopo il negativo esordio del 4 giugno allo stadio della Beaujoire di Nantes (sconfitta per 2-0 contro gli inglesi), l'8 giugno allo stadio di Gerland di Lione l'Italia affronta il Brasile e si porta sul 2-0 e poi sul 3-1. Il risultato finale del match, il primo in azzurro per l'attaccante Filippo Inzaghi, è un 3-3 (doppietta di Del Piero e autorete di Aldair) che attira gli elogi di media e tifosi di tutto il mondo per come le due squadre si sono affrontate senza tatticismi, riservando spettacolo e gol. Nell'ultimo incontro del torneo, il 10 giugno al Parco dei Principi di Parigi, l'Italia pareggia per 2-2 contro la Francia padrona di casa, rimontando due volte lo svantaggio (con Casiraghi e il calcio di rigore di Del Piero).
L'obiettivo della qualificazione diretta al mondiale francese svanisce all'ultima giornata del girone eliminatorio, l'11 ottobre 1997 contro l'Inghilterra allo stadio Olimpico di Roma: gli azzurri, costretti alla vittoria, non vanno oltre un pari a reti bianche e, pur imbattuti in otto gare (5 vittorie e 3 pareggi) a differenza degli inglesi, concludono al secondo posto il girone vinto proprio dalla squadra allenata da Glenn Hoddle. Lo spareggio-mondiale, il primo della storia azzurra, oppone l'Italia alla Russia. La partita di andata, disputata il 29 ottobre 1997 a Mosca sotto una tormenta, finisce 1-1 (gol di Christian Vieri e autorete di Fabio Cannavaro nel secondo tempo) e segna l'esordio in nazionale del 19enne portiere Gianluigi Buffon, che al 54' subentra all'infortunato Gianluca Pagliuca. Nella gara di ritorno, il 15 novembre al San Paolo di Napoli, un gol di Pierluigi Casiraghi dà all'Italia la qualificazione.

#### Mondiale 1998

Cesare Maldini, già vice dell'era-Bearzot e selezionatore dell'Under-21, e infine CT dal 1996 al 1998

Nella fase finale del mondiale l'Italia è inserita in un girone comprendente anche Austria, Cile e Camerun. Il tecnico ha lasciato fuori dalla rosa Gianfranco Zola e l'infortunato Ciro Ferrara, mentre ha convocato Roberto Baggio dopo l'ottima stagione disputata con il Bologna. All'esordio, a Montpellier contro i cileni, Baggio è titolare al posto di Alessandro Del Piero, che siede in panchina. Fabrizio Ravanelli, febbricitante, è rimpiazzato da Enrico Chiesa, mentre in porta Gianluca Pagliuca sostituisce l'infortunato Angelo Peruzzi. Il vantaggio azzurro di Christian Vieri è vanificato dalla doppietta di Marcelo Salas, ma un rigore trasformato da Roberto Baggio consente all'Italia di ottenere il pari (2-2). La seconda partita, contro il Camerun, nel nuovo stadio di Saint-Denis, vede gli azzurri vittoriosi per 3-0 con rete di Luigi Di Biagio e doppietta di Vieri. Durante la terza e ultima sfida del girone, contro l'Austria, l'Italia perde Alessandro Nesta per un grave infortunio, ma vince l'incontro per 2-1 con marcature di Vieri e Baggio, prima del gol della bandiera austriaco al 90'.
Agli ottavi la squadra di Maldini si impone sulla temibile Norvegia, che nel turno precedente ha battuto il Brasile e che viene da 17 risultati utili consecutivi. A decidere la sfida è un gol di Vieri. Si giunge così al quarto di finale più atteso, quello tra l'Italia e la Francia padrona di casa. La sfida del 3 luglio al Saint-Denis non decreta un vincitore neanche dopo i tempi supplementari e si decide ai tiri di rigore. È decisivo l'errore di Di Biagio al decimo tiro. Gli azzurri rimediano, così, la terza eliminazione consecutiva dal dischetto in una fase finale del mondiale.
Il 22 luglio 1998 la FIGC affida la panchina azzurra a Dino Zoff in vista del campionato d'Europa 2000. Il nuovo CT conduce i suoi alla qualificazione all'europeo vincendo il girone eliminatorio con Danimarca, Svizzera, Galles e Bielorussia con un bilancio di 4 vittorie, 3 pareggi e una sconfitta.

## Anni 2000

### Euro 2000 con Zoff

Gli azzurri che superarono 4-0 il al Dall'Ara di Bologna il 5 giugno 1999, nelle qualificazioni al

Nella fase finale Zoff è costretto a rinunciare a Vieri e Buffon, entrambi fuori per infortunio. Gli azzurri sono inseriti nel raggruppamento con Turchia, Belgio e Svezia. Al successo per 2-1 dell'11 giugno ad Arnhem contro i turchi (reti di Antonio Conte e Filippo Inzaghi su calcio di rigore da lui stesso procurato) segue la convincente vittoria per 2-0 a Bruxelles contro i belgi padroni di casa (gol di Francesco Totti e Stefano Fiore), risultati che assicurano agli azzurri il primo posto indipendentemente dal risultato dell'ultima partita, pur vinta contro la Svezia, il 19 giugno a Eindhoven, con una formazione zeppa di seconde linee (i gol sono di Di Biagio e Del Piero).
Ai quarti l'Italia batte 2-0 la Romania con reti nel primo tempo di Totti e Inzaghi, quindi in semifinale se la vede con i Paesi Bassi. Pur in superiorità numerica a causa dell'espulsione di Gianluca Zambrotta per doppio cartellino giallo al 34', la nazionale ospitante spreca due rigori (con De Boer e Patrick Kluivert)) e non riesce a segnare. L'Italia resiste, portando la sfida ai supplementari, quindi ai tiri di rigore. Dagli undici metri è Di Biagio a segnare al primo tiro, poi si esalta Francesco Toldo, che para il primo rigore olandese, ancora di Frank de Boer. Gianluca Pessotto segna il penalty del 2-0, prima dell'errore di Jaap Stam (tiro alto sulla traversa). Il "cucchiaio" di Francesco Totti che beffa Edwin van der Sar per il 3-0, poi Kluivert segna tenendo in vita le speranze olandesi. L'errore successivo di Paolo Maldini è ininfluente, perché Paul Bosvelt si fa parare la conclusione da Toldo, consentendo agli azzurri di ottenere la seconda finale europea della sua storia.
L'atto conclusivo del 2 luglio a Rotterdam oppone la nazionale italiana a quella francese campione del mondo in carica, a due anni dalla sfida del mondiale di Francia vinto dai bleus ai tiri di rigore. Marco Delvecchio apre le marcature dell'incontro al decimo della ripresa, poi gli azzurri falliscono con Del Piero due ottime chance per raddoppiare. La selezione allenata da Roger Lemerre spinge nel finale e trova il pari con Sylvain Wiltord allo scadere dei minuti di recupero. Al 103' è David Trezeguet a firmare il golden goal che vale il titolo per la Francia. All'indomani della sfida Zoff rassegna le dimissioni dall'incarico.

### Il quadriennio di Trapattoni (2000-2004)

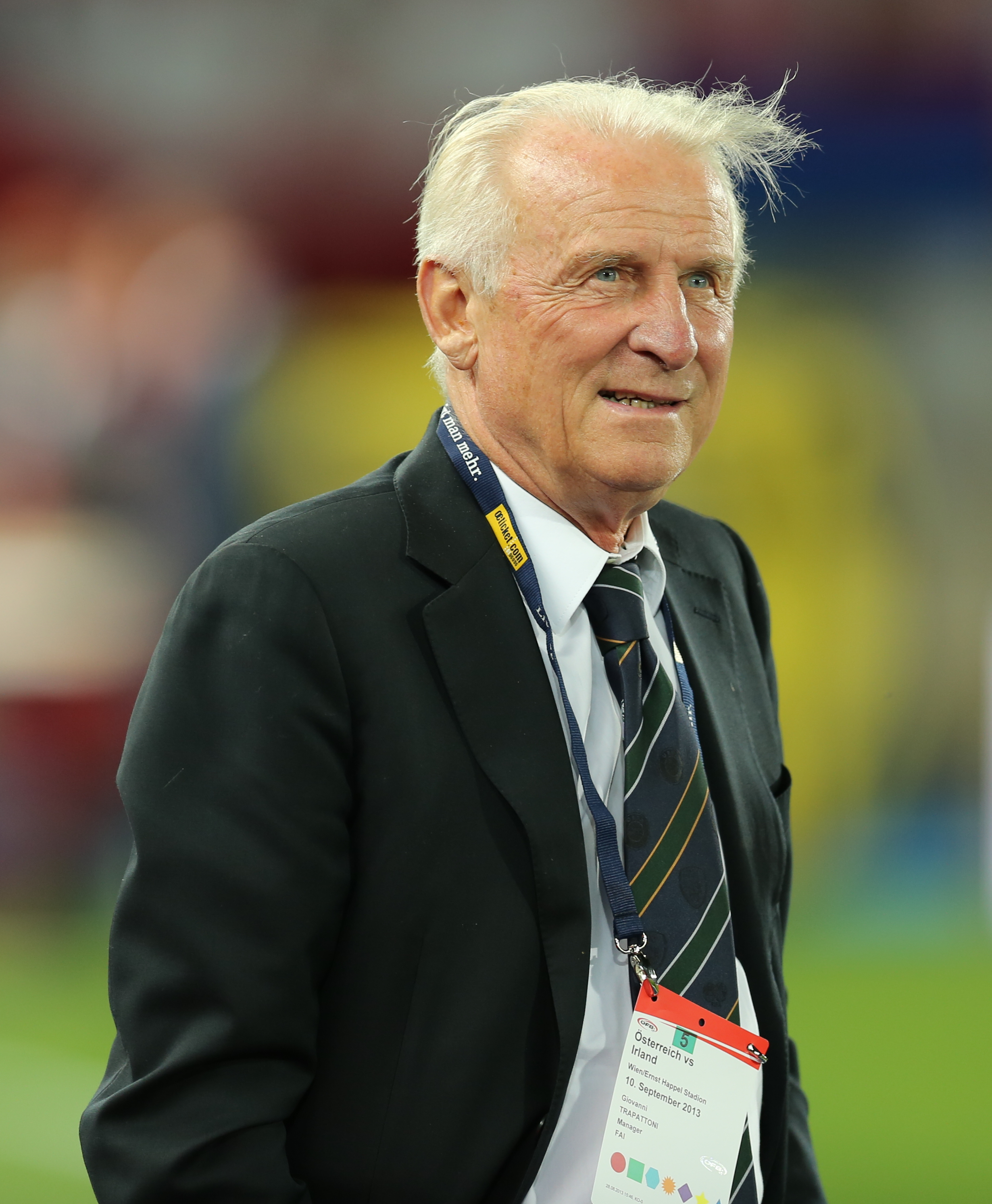
Giovanni Trapattoni, CT dal 2000 al 2004, non riuscì a replicare sulla panchina azzurra i successi conseguiti con le squadre di club.

Il 6 luglio 2000 Giovanni Trapattoni, l'allenatore più blasonato – a livello di club – nella storia del calcio tricolore, succede a Zoff.
Nella composizione della rosa scelta per competere al mondiale nippo-coreano Trapattoni include volti nuovi: il difensore centrale Materazzi e il trequartista Doni, entrambi fattisi notare militando in formazioni «di provincia» (Perugia il primo, Atalanta il secondo). Malgrado la rinuncia a Baggio – scelta che desta perplessità nei fan del Codino – la squadra non manca di qualità, soprattutto in attacco: il reparto offensivo vede infatti la coesistenza di elementi tecnicamente dotati (Del Piero e Totti) e di punte pure (Inzaghi, Montella e Vieri).

#### Mondiale 2002
Al mondiale di Corea del Sud e Giappone la formazione di Trapattoni è inserita in un girone assieme a Croazia, Ecuador e Messico. L'Italia ne esce al secondo posto, con qualche patema rispetto alle previsioni della vigilia, frutto del successo sui sudamericani (2-0; doppio Vieri), della sconfitta patita con i balcanici (1-2; gol di Vieri) e del pari coi nordamericani (1-1; gol di Del Piero).
L'ottavo di finale oppone all'Italia la Corea del Sud padrona di casa: Buffon respinge un rigore di Ahn Jung-hwan a inizio partita, quindi al 18' Vieri porta in vantaggio gli azzurri. Nel finale di partita, gli asiatici pareggiano con la rete di Seol Ki-Hyeon sicché la sfida prosegue ai tempi supplementari. L'Italia attacca in cerca del nuovo vantaggio, tuttavia si ritrova in inferiorità numerica dopo che l'arbitro Byron Moreno espelle Totti, per somma di ammonizioni, dopo una simulazione in area. Ciò nonostante gli azzurri vanno nuovamente a segno con Damiano Tommasi, ma la rete è annullata per fuorigioco. Il mondiale degli italiani termina al 116' di gioco: Ahn sigla il 2-1 finale di testa, golden goal che pone fine alle ostilità. Le numerose polemiche riguardo all'arbitraggio dell'ecuadoriano Moreno, che vanno a sommarsi ad altre controverse decisioni che paiono favorire i sudcoreani lungo tutto l'arco della manifestazione, portano a un'indagine da parte della FIFA che tuttavia non rivela alcun tentativo d'illecito o di corruzione.
Al termine del torneo Paolo Maldini, dopo quattordici anni di militanza, annuncia il proprio ritiro dalla nazionale.

#### Euro 2004
Le avversarie nel girone di qualificazione al campionato d'Europa 2004 sono Serbia e Montenegro, Finlandia, Galles e Azerbaigian. Dopo un inizio stentato, la squadra di Trapattoni ottiene quattro vittorie nelle ultime cinque partite e vince il girone proponendo a tratti un buon calcio e subendo complessivamente solo quattro gol.
In vista della fase finale di Euro 2004 in Portogallo, Trapattoni punta sul giovane Antonio Cassano rinunciando a Baggio, che termina la propria carriera con l'onore di vedere organizzata per lui la gara d'addio in azzurro contro la Spagna. Al debutto, con la Danimarca, finisce 0-0: Totti sputa a Christian Poulsen, venendo squalificato tramite la prova televisiva. L'Italia non supera nemmeno la Svezia (1-1): al gol iniziale di Cassano, gli scandinavi replicarono con il pari di Zlatan Ibrahimović, autore di un pregevole colpo di tacco al volo. Resta l'ultimo match con la Bulgaria: il successo ottenuto per 2-1 (Perrotta e Cassano le reti azzurre) non basta per qualificarsi, nonostante i 5 punti in classifica, poiché la contemporanea sfida tra Danimarca e Svezia termina, non senza polemiche e sospetti (mai provati) di combine, con l'unico punteggio che garantisce a entrambe il passaggio del turno, 2-2. L'Italia è dunque eliminata in ragione del maggior numero di gol segnati dalle due scandinave, a parità di differenza reti e a parità di punti in classifica (5).

### La prima gestione Lippi (2004-2006)

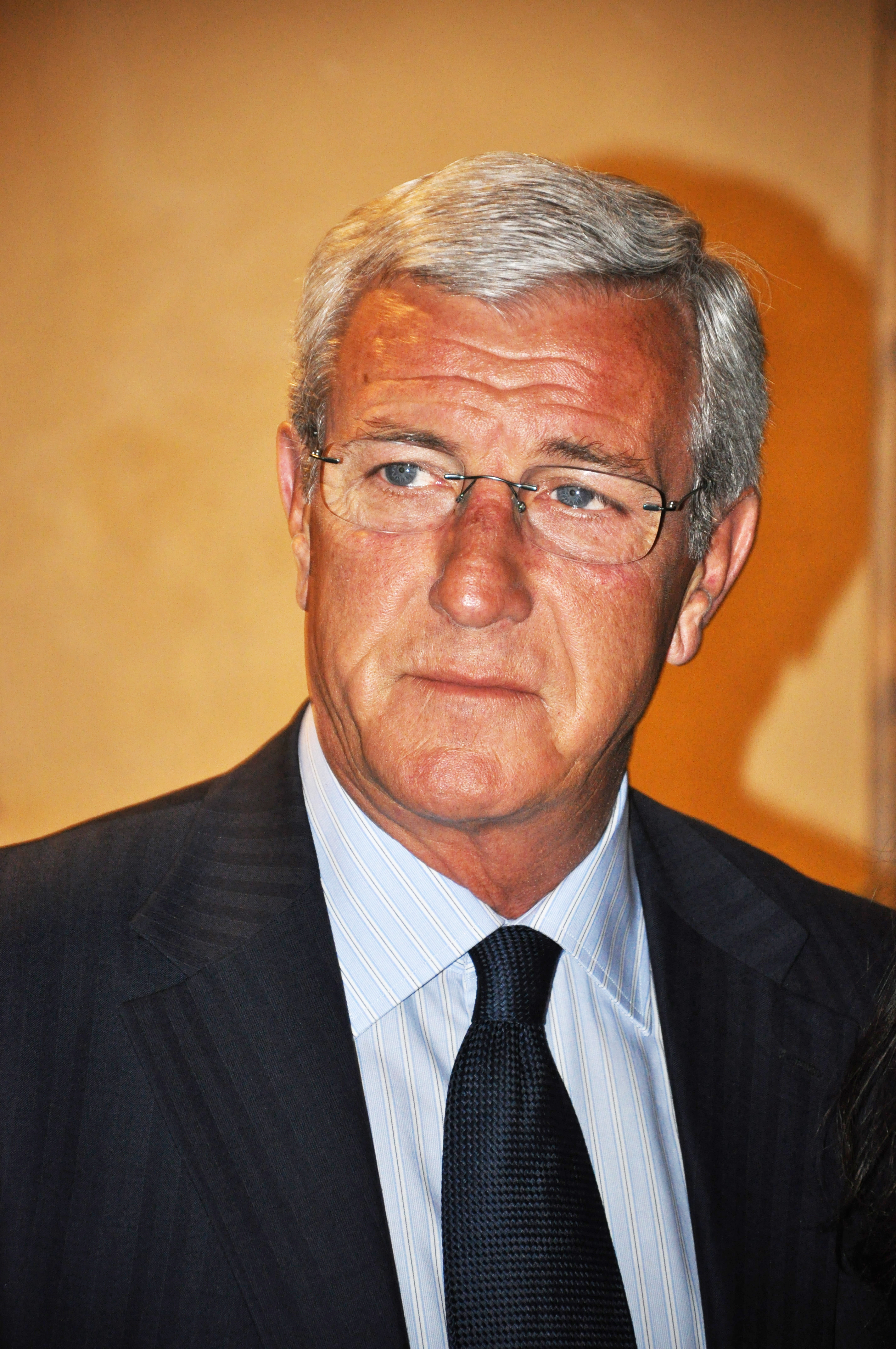
Marcello Lippi: il viareggino ha guidato la nazionale in due differenti bienni (2004-2006 e 2008-2010) vincendo il titolo mondiale nel 2006, il 4º della storia azzurra

Dopo la deludente spedizione lusitana, Lippi (ex tecnico della Juventus) sostituì Trapattoni. Il viareggino, già dalle prime partite, dette spazio a nuovi giocatori: integrò infatti Barzagli, De Rossi, Gilardino (provenienti dall'Under-21) e Toni. Dalle sue convocazioni fu però escluso Cassano: il barese non venne mai preso in considerazione dal tecnico, complici anche i controversi episodi con le squadre di club.

#### Mondiale 2006: la quarta stella
Alla vigilia del mondiale di Germania 2006 il calcio italiano fu investito dallo scandalo noto come "Calciopoli": i suoi effetti ricaddero, soprattutto in termini mediatici, sul ritiro degli azzurri. Durante il torneo iridato, l'Italia supera la fase a gironi – contro Ghana, Stati Uniti e Rep. Ceca –; quindi nella successiva fase a eliminazione diretta esclude Australia (1-0 su rigore di Totti al 95'), Ucraina (3-0), e Germania (2-0 ai supplementari, reti di Grosso al 119' e di Del Piero nel recupero) approdando alla finale contro la Francia. Dopo l'1-1 dei tempi regolamentari (Materazzi replica al rigore realizzato da Zidane), i supplementari sono segnati dall'espulsione dello stesso Zidane che, provocato sul terreno di gioco proprio da Materazzi, rifila al difensore italiano una testata in petto. Ai calci di rigore, dopo l'errore del francese Trezeguet, è decisivo il quinto penalty calciato da Fabio Grosso, che regala all'Italia il suo quarto titolo mondiale. A fine anno il capitano Fabio Cannavaro, tra i protagonisti del successo di Berlino, vinse il Pallone d'oro (davanti al compagno azzurro Gianluigi Buffon) e il FIFA World Player.

Fabio Cannavaro (qui in maglia Under-21 nel 1995), capitano al vittorioso mondiale di

Lippi non aveva comunque dimenticato le polemiche della vigilia e, durante la prima conferenza stampa al rientro in Italia, rassegnò le sue dimissioni. Il mondiale 2006 segnò anche gli addii alla nazionale di due bandiere come Totti e Nesta.

### Euro 2008 con Donadoni
Per raccogliere l'eredità di Lippi, venne chiamato Roberto Donadoni. Non senza qualche difficoltà iniziale, il tecnico cisanese porta gli Azzurri al campionato d'Europa 2008.
Nella fase finale in Austria e Svizzera, l'Italia passa un girone complicato dopo aver perso con i Paesi Bassi per 3-0 – mai era successo che la formazione debuttasse perdendo nella rassegna continentale – pareggiato con la Romania 1-1 (Buffon para anche un rigore a Mutu, pareggio azzurro per opera di Christian Panucci) e vinto con la Francia per 2-0 (Pirlo su rigore, e De Rossi) trovando la Spagna sulla propria strada ai quarti di finale. Gli iberici, provenienti da un girone vinto a punteggio pieno, dominarono l'incontro, che tuttavia rimase bloccato sullo 0-0 anche nei supplementari. Dal dischetto, l'Italia si arrese: De Rossi e Di Natale fallirono i propri tiri, mentre Buffon parò soltanto una conclusione avversaria.
Subito dopo l'eliminazione dal torneo, Donadoni è esonerato per lasciar spazio al ritorno di Lippi.

### La seconda gestione Lippi (2008-2010)

#### Confederations Cup 2009
Nel giugno del 2009 il tecnico viareggino guida l'Italia nella sua prima partecipazione alla Confederations Cup, schierando in Sudafrica i giocatori meno utilizzati. La formazione italiana esce alla fase a gironi dopo aver battuto gli Stati Uniti (3-1) e aver perso contro Egitto (1-0) e Brasile (3-0).

## Anni 2010

### Mondiale 2010
Nell'autunno seguente la squadra consegue la qualificazione al mondiale di Sudafrica 2010: il girone è chiuso al primo posto da imbattuti e con 24 punti in classifica. La rosa che va ad affrontare da campione uscente l'impegno mondiale conta in gran parte sui reduci del trionfo in Germania: novità di spicco, rispetto a quei 23, sono il portiere di riserva Marchetti e il centrale difensivo Bonucci. Lippi non punta sul ricambio generazionale, lasciando a casa elementi come Mario Balotelli (messosi in luce con la maglia dell'Inter) e il redivivo Cassano, tornato su buoni livelli di rendimento,
Il sorteggio della fase finale vede l'Italia favorita del girone con Paraguay, Nuova Zelanda e Slovacchia, tuttavia gli azzurri compiono mezzi passi falsi sia coi sudamericani (1-1: Antolín Alcaraz e Daniele De Rossi) sia, soprattutto, contro i modesti neozelandesi (1-1: Shane Smeltz e Vincenzo Iaquinta su rigore), arrivando così a giocarsi la qualificazione nell'ultimo incontro con gli slovacchi: la squadra danubiana compie l'impresa, ottenendo uno storico successo per 3-2 (grazie alla doppietta di Vittek e al gol di Kamil Kopúnek, inutili i gol di Di Natale e Quagliarella) ed eliminando i detentori del titolo. La sfida con la Slovacchia diviene l'ultima in azzurro per i campioni del mondo del 2006 Cannavaro e Gennaro Gattuso.

### Il quadriennio di Prandelli (2010-2014)

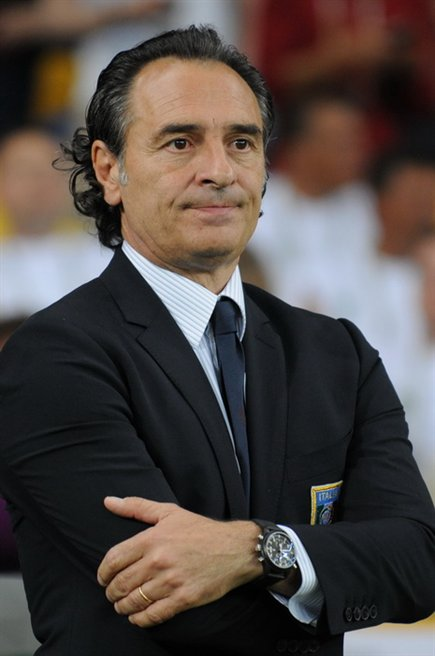
Cesare Prandelli, commissario tecnico dal 2010 al 2014

Già prima del torneo, la Federazione aveva annunciato il nome del successore di Lippi: Cesare Prandelli, proveniente da un buon triennio alla guida della Fiorentina. Al nuovo commissario tecnico fu così affidato l'oneroso incarico di ricostruire una squadra fiaccata nel morale e nei risultati. La squadra offrì da subito risposte positive, qualificandosi per l'europeo 2012 in anticipo e mantenendo l'imbattibilità. I mesi precedenti il torneo furono segnati dalle polemiche, sia per un nuovo scandalo di scommesse che per i deludenti risultati.

#### Euro 2012
All'europeo, l'Italia debuttò con un pari contro la Spagna: gli iberici detenevano sia il titolo mondiale sia continentale. Dopo un nuovo 1-1 con la Croazia, gli azzurri si qualificarono per i quarti battendo l'Irlanda di Trapattoni. Nella fase a eliminazione diretta, furono battute l'Inghilterra (ai rigori) e la Germania (per 2-1). La squadra trovò così la terza finale europea della propria storia, dopo quelle del 1968 e 2000: nell'ultimo incontro sfidò nuovamente la Spagna, venendo surclassata per 4-0 (peggior sconfitta azzurra dal 1955). Il secondo posto nella rassegna iridata qualificò gli azzurri alla Confederations Cup, in quanto le Furie Rosse erano già state ammesse per la vittoria dei Mondiali 2010.

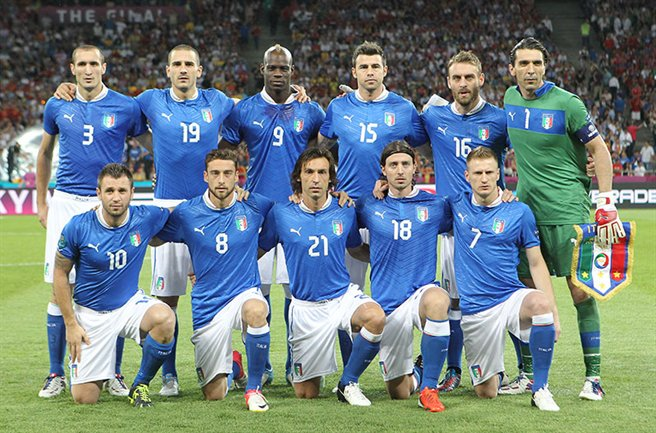
La formazione azzurra finalista al

Dopo l'europeo, la squadra prese parte alle eliminatorie per il mondiale 2014. Nel giugno 2013 partecipò invece alla Confederations Cup, con Prandelli che approfittò del torneo per utilizzare giocatori che avevano trovato minor spazio.

#### Confederations Cup 2013
La manifestazione vide l'Italia esordire con un successo, per 2-1 ai danni del Messico: le reti furono siglate da Pirlo e Balotelli. La successiva vittoria contro il Giappone assicurò il passaggio del turno, rendendo ininfluente la sconfitta per 4-2 con il Brasile. In semifinale, la formazione perse ai rigori contro la Spagna. Gli uomini di Prandelli conquistarono il terzo posto, battendo sempre dagli undici metri l'Uruguay.
Nel settembre 2013, l'Italia conquistò la qualificazione ai Mondiali brasiliani. Chiudendo il girone con due pareggi, risultò tuttavia esclusa dal novero delle teste di serie. Di conseguenza, il sorteggio presentò un raggruppamento complicato: alla Costa Rica si aggiunsero infatti l'Inghilterra e l'Uruguay.

#### Mondiale 2014

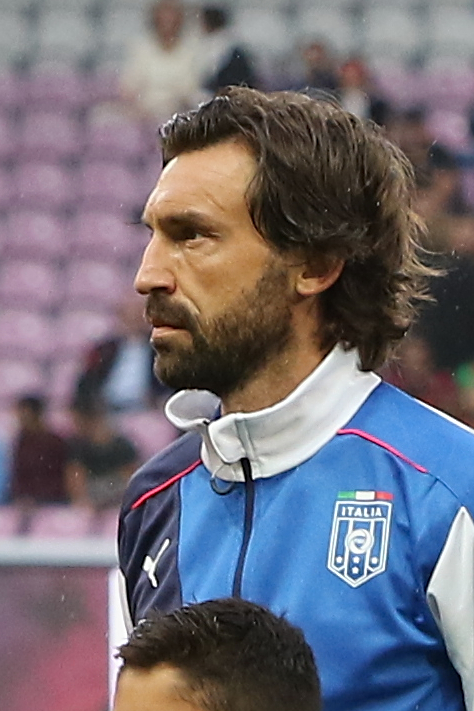
Andrea Pirlo, in azzurro dal 2002 al 2015 e tra i protagonisti dell'Italia che alla Confederations Cup 2013 ottiene il suo migliore risultato nella manifestazione con il terzo posto finale

Prima del mondiale, Prandelli raggiunse un accordo con la Federazione per rimanere in panchina anche dopo il torneo. Nella rosa selezionata per l'evento mancava il nome di Riccardo Montolivo, infortunatosi gravemente in un'amichevole. La squadra esordì battendo di misura l'Inghilterra (reti di Marchisio e Balotelli), ma nel secondo incontro perse con i centramericani. Per qualificarsi agli ottavi, sarebbe stato sufficiente un pari contro la Celeste. Chiuso il primo tempo senza gol, nella ripresa la formazione dovette fronteggiare l'espulsione di Marchisio: subendo il gol di Diego Godín nel finale, perse la gara e venne eliminata. Dopo la seconda eliminazione consecutiva al primo turno, Prandelli comunicò in diretta televisiva le dimissioni dall'incarico: fu imitato da Giancarlo Abete, che lasciò vacante la carica di presidente della FIGC.

### Euro 2016 con Conte
Nell'agosto 2014 furono resi noti i nomi dei successori: Carlo Tavecchio venne eletto presidente della Federazione, mentre Antonio Conte sedette in panchina. Il nuovo commissario tecnico, reduce da tre scudetti vinti consecutivamente con la Juventus, esordì battendo i Paesi Bassi (classificatisi terzi al mondiale 2014) in amichevole per 2-0. Gli azzurri presero quindi parte alle qualificazioni per l'europeo 2016 e chiusero il proprio girone davanti alla Croazia. In vista della fase finale, il CT diede spazio a nuovi elementi: Simone Zaza, Graziano Pellè, Éder.
L'Italia esordì nella manifestazione, ospitata in Francia, con una vittoria per 2-0 ai danni del Belgio (gol di Emanuele Giaccherini e Graziano Pellè), all'epoca al primo posto nel ranking FIFA. Anche la partita con la Svezia ebbe un esito favorevole agli azzurri, che, vincendo con un gol di Éder nel finale, si assicurarono il passaggio del turno. La prima fase fu chiusa da un'indolore sconfitta di misura con l'Irlanda, che garantì il superamento del gruppo agli stessi Green.

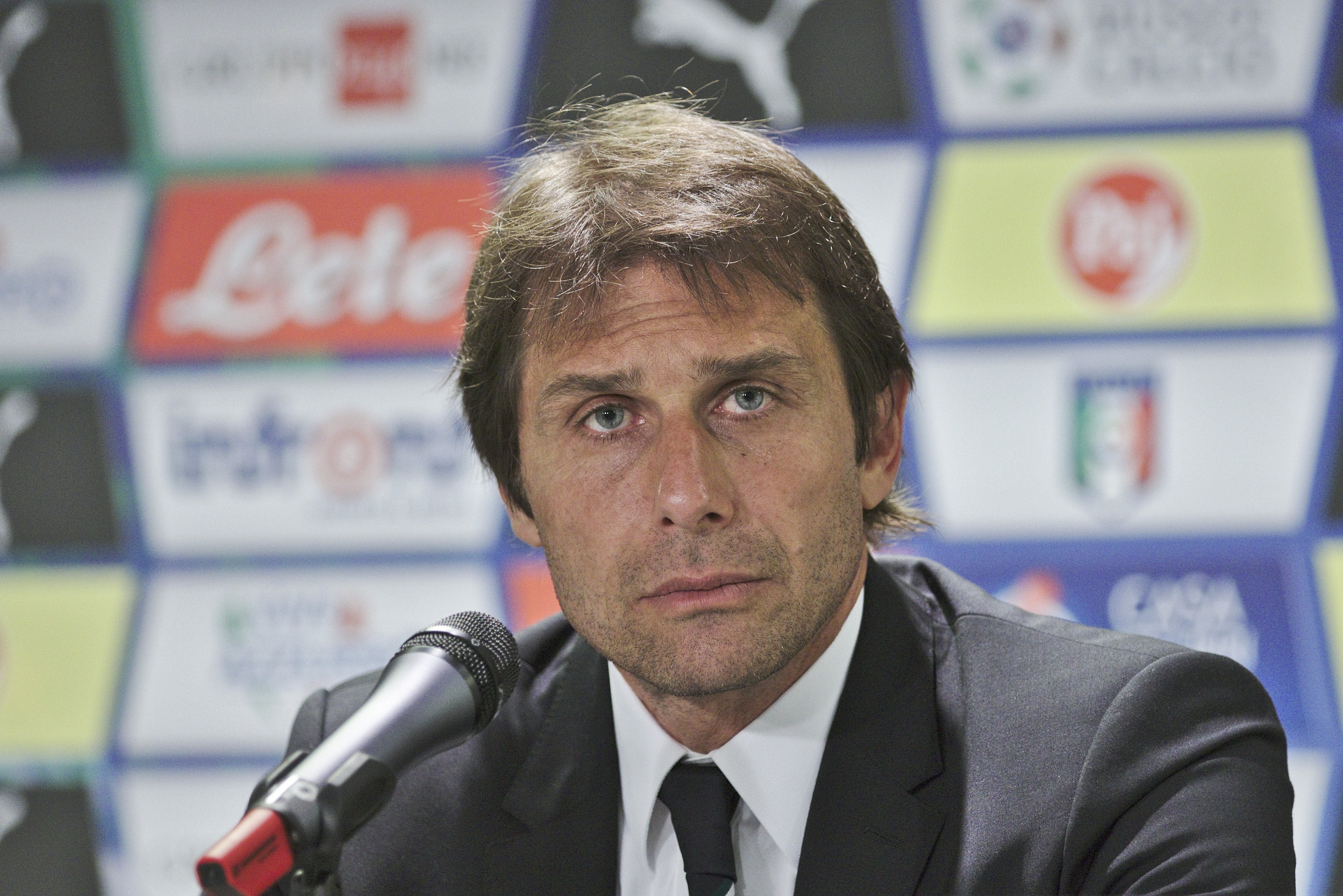
Antonio Conte, commissario tecnico al

Agli ottavi di finale la squadra azzurra affrontò la Spagna campione uscente, battendola per 2-0 (Giorgio Chiellini e ancora Pellé le marcature). Fu poi eliminata dalla Germania nei quarti, cedendo ai rigori dopo che i supplementari si erano conclusi 1-1 (Özil e Bonucci su rigore): in precedenza, l'avversaria tedesca non era mai prevalsa sugli azzurri in competizioni internazionali.
Già prima dell'inizio dell'europeo era stato annunciato che Gian Piero Ventura (all'epoca tecnico del Torino) avrebbe sostituito Conte al termine del torneo.

### La mancata qualificazione al mondiale 2018
Il primo e, a posteriori, unico banco di prova per Ventura fu la fase eliminatoria di qualificazione per il campionato del mondo 2018, in cui la Spagna era testa di serie. Gli iberici costrinsero l'Italia al pari a Torino, rimanendo avanti in classifica per la differenza-gol. L'Italia terminò il 2016 al 16º posto nel ranking FIFA, peggior piazzamento di sempre in chiusura di anno solare. La sconfitta per 3-0 a Madrid contro gli iberici del settembre 2017 indirizzò de facto gli azzurri verso i play-off, interrompendo contestualmente un'imbattibilità degli italiani nelle qualificazioni mondiali cominciata nel 2004. Concludendo il girone al secondo posto, gli azzurri furono abbinati alla Svezia per lo spareggio. All'andata, a Stoccolma, una rete di Johansson (propiziata dal tocco di De Rossi) consegnò la vittoria agli scandinavi. Nel ritorno, a San Siro, un pareggio senza gol comportò – per la prima volta da 60 anni a quella parte – l'imprevedibile esclusione degli Azzurri dal torneo. A seguito del fallimento, Ventura fu esonerato da Tavecchio che, a sua volta, di lì a breve si dimise. La doppia sfida rappresentò il canto del cigno per Buffon: l'estremo difensore pose de facto fine alla carriera in azzurro dopo un ventennio, segnalandosi per il primato europeo di presenze.

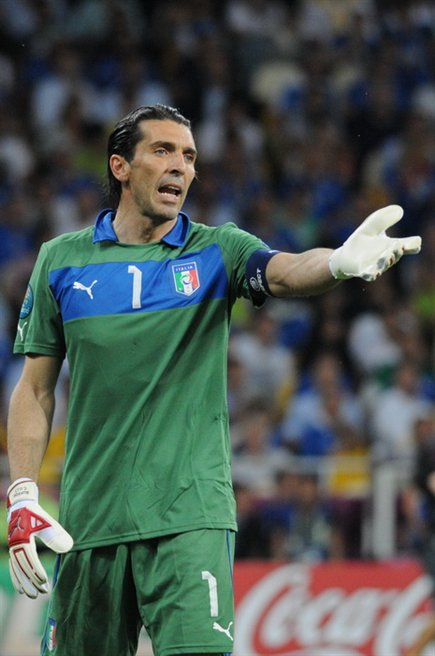
Gianluigi Buffon ha vestito la maglia dell'Italia dal 1997 al 2018, periodo in cui ha stabilito il record di presenze con una nazionale europea nonché quello assoluto di gare da capitano degli azzurri

Il 14 maggio 2018, dopo il breve interim di Luigi Di Biagio, selezionatore dell'Under-21, la FIGC annunciò Roberto Mancini quale nuovo commissario tecnico. L'allenatore jesino, chiamato a rivitalizzare una nazionale in piena crisi, volle procedere sin dalle prime battute a un ampio ricambio generazionale, escludendo gran parte dei giocatori più attempati e concedendo maggior spazio ai giovani talenti provenienti dall'Under-21, tra i quali Berardi, Kean e Zaniolo.
Il primo banco di prova del nuovo ciclo tecnico fu rappresentato, sul finire del 2018, dalla UEFA Nations League, neonata competizione continentale che nella sua prima edizione contrappose l'Italia, inserita per coefficiente nella Lega A (l'unica a competere per l'assegnazione del trofeo), a Polonia e Portogallo. Il cammino azzurro iniziò con un pari interno contro i polacchi (1-1), cui fece poi seguito la sconfitta di misura (1-0) in casa dei futuri campioni lusitani. La vittoria esterna sulla Polonia a Chorzów (0-1) permise agli azzurri di assicurarsi l'obiettivo minimo della permanenza in Lega A; tuttavia, pareggiando a reti bianche nel successivo match di Milano contro il Portogallo, la squadra non andò oltre il secondo posto nel girone, mancando così la qualificazione alla fase finale del torneo.
Al termine di questo impegno, l'Italia si ritrovò inserita nel gruppo J delle qualificazioni al campionato d'Europa 2020: dopo il vittorioso debutto in casa contro la Finlandia (2-0), la successiva goleada a scapito del Liechtenstein portò subito gli azzurri in vetta al girone. Nei mesi seguenti la nazionale riuscì a inanellare una striscia di successi che culminò, nell'ottobre 2019, con la vittoria per 2-0 sulla Grecia, che valse la certezza aritmetica del primo posto nel girone: gli uomini di Mancini raggiunsero la qualificazione alla fase finale con tre giornate di anticipo, un risultato fino ad allora mai conseguito nella storia azzurra. Le successive vittorie contro Liechtenstein, Bosnia ed Erzegovina e Armenia, quest'ultima travolta per 9-1 (massimo scarto in favore degli azzurri dopo il 9-0 agli Stati Uniti al torneo olimpico di Londra 1948, e a pari merito con l'11-3 all'Egitto ai Giochi di Amsterdam 1928), consentirono al citì di portare a 11 la striscia di successi di fila e superare così il record di vittorie consecutive in nazionale che perdurava dalla gestione di Vittorio Pozzo, nonché alla nazionale di chiudere per la prima volta un girone di qualificazione con sole vittorie. Nel dicembre 2019 la squadra azzurra risalì al 13º posto del ranking FIFA, risultando la nazionale europea che aveva compiuto i maggiori progressi (+5 posizioni) nella graduatoria in un anno solare.

## Anni 2020

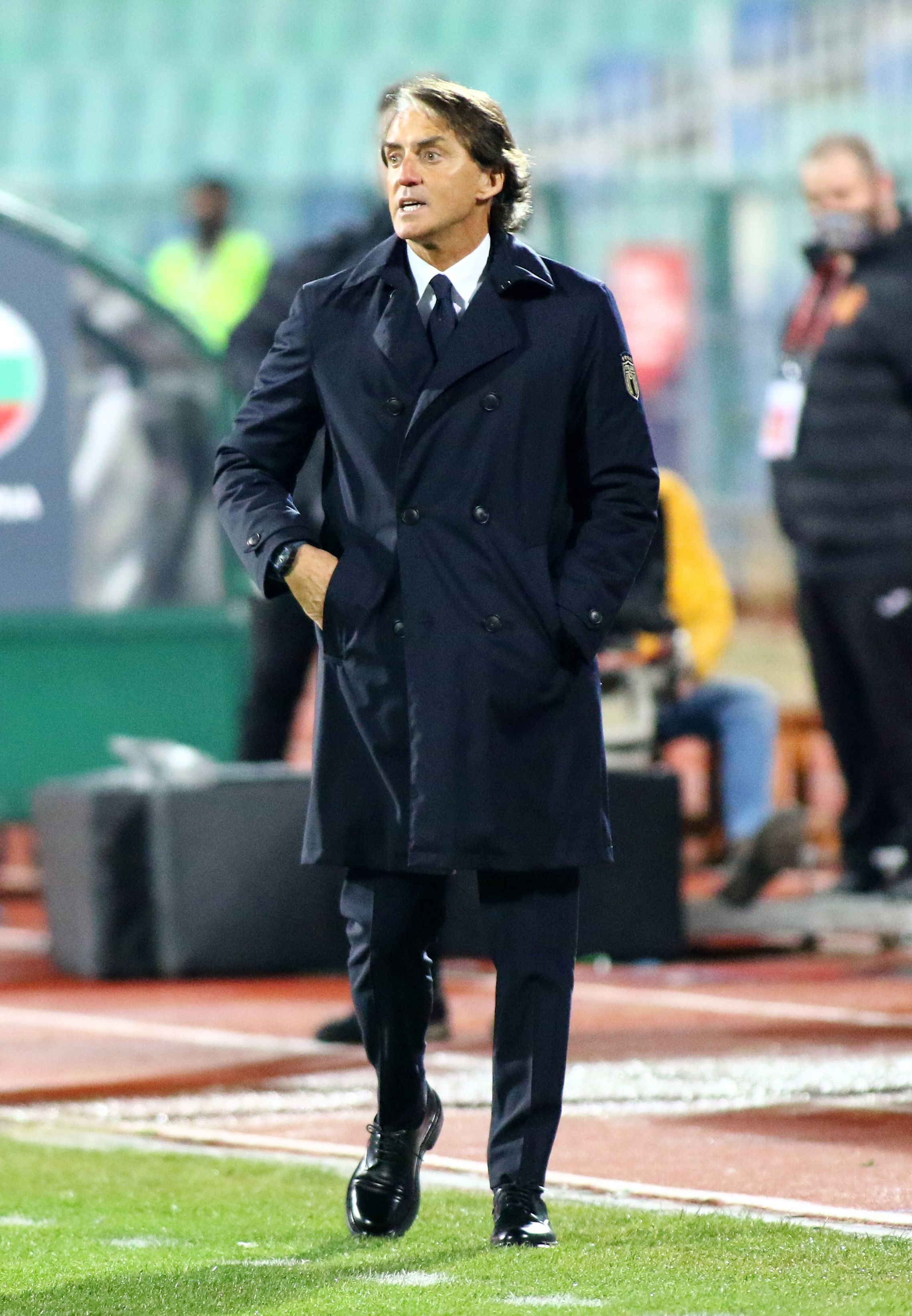
Roberto Mancini, commissario tecnico dal 2018 al 2023, ha vinto il, secondo titolo continentale per gli azzurri

Il 17 marzo 2020, a seguito dello scoppio della pandemia di COVID-19, lo svolgersi di Euro 2020 fu rinviato di un anno e la compagine azzurra prese quindi parte all'edizione 2020-2021 della Nations League, venendo sorteggiata in un raggruppamento della Lega A con Paesi Bassi, Polonia e Bosnia ed Erzegovina: la tornata di sfide culminò con il conseguimento del vertice del girone, grazie a cui gli azzurri poterono accedere di diritto alla fase finale del torneo, ospitata proprio dall'Italia. Frattanto la nazionale chiuse da imbattuta il biennio 2019-2020 grazie a 22 risultati utili consecutivi, la terza migliore serie positiva della storia azzurra (meglio fecero solo Pozzo nel 1935-1939, 30 partite, e Lippi nel 2004-2006, 25).

### Euro 2020: il secondo titolo continentale con Mancini
Il sorteggio della fase finale del campionato d'Europa 2020, posticipato all'estate del 2021 a causa della pandemia di COVID-19, riservò all'Italia il gruppo A con Galles, Svizzera e Turchia, nonché la possibilità, in quanto facente parte delle nazioni ospitanti l'europeo itinerante, di giocare tutte le partite della fase a gironi tra le mura amiche dello stadio Olimpico di Roma. Accolta come possibile «outsider» – in ragione degli ottimi risultati conseguiti nel biennio precedente e in virtù di una rosa di buona qualità, capace di abbinare giovani talenti come Barella, Chiesa, Donnarumma e Locatelli ai senatori Bonucci e Chiellini, ormai di provata esperienza e sicuro valore –, nella partita inaugurale del torneo la squadra esordì battendo per 3-0 i turchi, per poi vincere contro gli elvetici con lo stesso punteggio; pur facendo ricorso a un corposo turnover, nella terza gara gli azzurri sconfissero anche il Galles (1-0, gol di Matteo Pessina) e si garantirono il primo posto nel girone, oltre a mantenere la porta inviolata, cosa che nella fase a gironi non era mai riuscita ad alcuna nazionale nella storia del campionato europeo.
Agli ottavi di finale gli azzurri eliminarono l'Austria dopo i tempi supplementari (2-1, reti di Chiesa e ancora Pessina, prima del gol della bandiera austriaco di Kalajdžić, che pose fine all'imbattibilità di Donnarumma), per poi avere la meglio anche del Belgio, all'epoca capolista del ranking FIFA, ai quarti: Barella sbloccò il risultato dopo mezz'ora di gioco e allo scadere del primo tempo Lorenzo Insigne raddoppiò, mettendo a segno un gol considerato fra i più belli della manifestazione; a poco valse il calcio di rigore trasformato in gol da Romelu Lukaku nel recupero della prima frazione di gioco. Nella ripresa il punteggio non cambiò e l'Italia ebbe accesso alle semifinali, dove eliminò, come nell'edizione precedente, la Spagna, stavolta battendola per 4-2 ai tiri di rigore dopo l'1-1 dei 120 minuti di gioco (gol di Chiesa e pareggio iberico di Morata), approdando per la quarta volta, la seconda delle ultime tre edizioni del campionato d'Europa, alla finale.

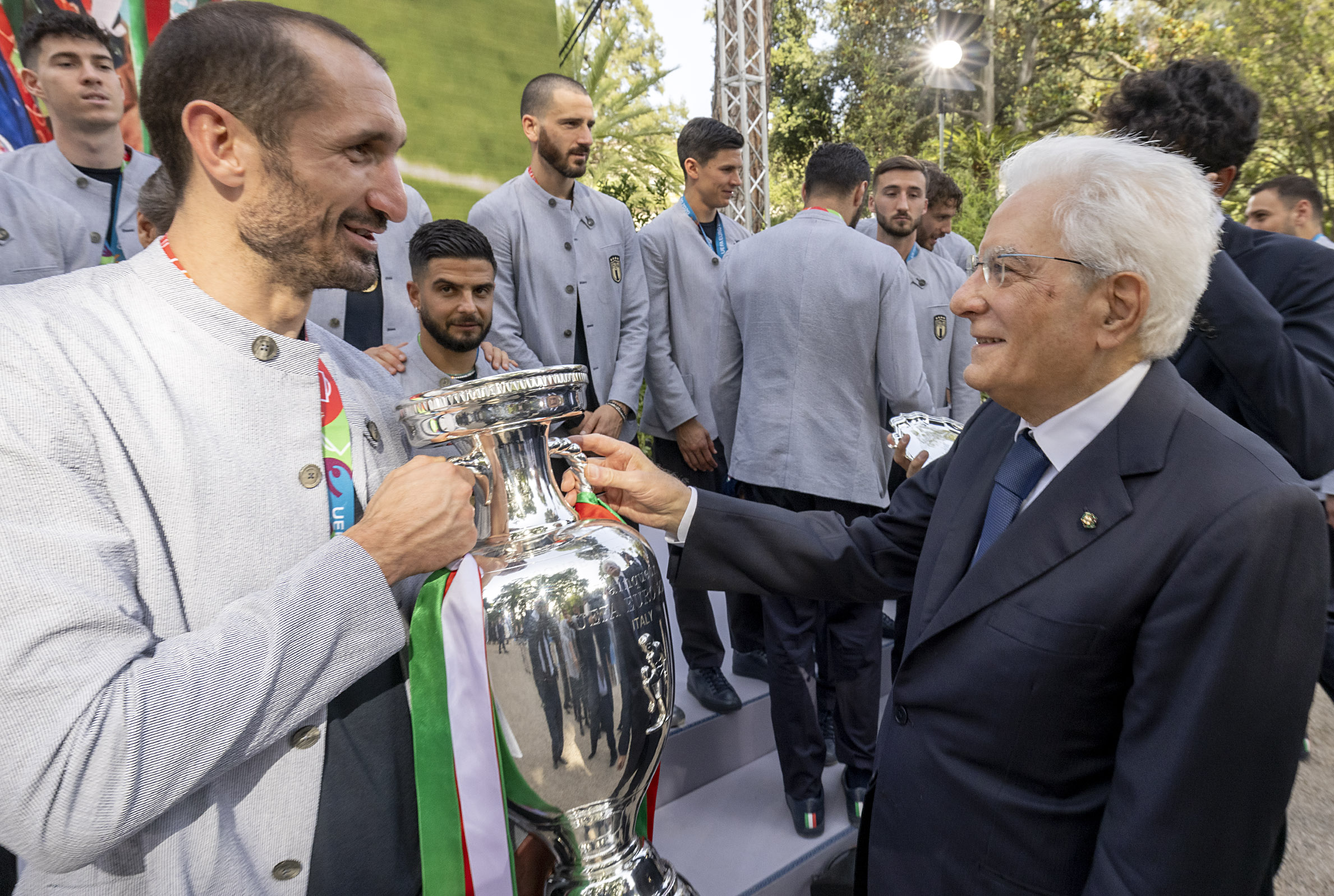
Da sinistra: il capitano azzurro Giorgio Chiellini ai giardini del Palazzo del Quirinale, con il presidente della Repubblica Sergio Mattarella, dopo la vittoria dell'Italia nella finale europea di Wembley.

Nell'atto conclusivo dell'europeo, svoltosi allo stadio londinese di Wembley, la squadra di Mancini sfidò i padroni di casa dell'Inghilterra, di fronte a più di 67.000 spettatori paganti, di cui appena 6.000 tifosi italiani. L'Italia, per la prima volta nel torneo, passò in svantaggio, nei minuti iniziali per mano di Luke Shaw, ma seppe pervenire al pareggio nella ripresa grazie a Bonucci. Stante l'1-1 maturato al termine dei tempi supplementari, come nella semifinale, anche l'esito della finale fu determinato dai rigori (com'era già avvenuto nella storia dell'europeo per l'edizione di Jugoslavia 1976): dagli undici metri gli azzurri si imposero per 3-2, grazie alla decisiva parata di Donnarumma sul quinto tentativo inglese, quello di Bukayo Saka, aggiudicandosi così il loro secondo titolo continentale a cinquantatré anni dall'unico precedente. La vittoria, assieme ad altri successi ottenuti principalmente in ambito sportivo da rappresentanti dell'Italia, venne ricompresa dalla stampa nazionale ed internazionale nella locuzione «estate d'oro dell'Italia».

### I bronzi in UEFA Nations League, la mancata qualificazione al mondiale 2022
Il 2 settembre 2021, con il pareggio casalingo per 1-1 contro la Bulgaria nelle qualificazioni mondiali, l'Italia raggiunse i 35 risultati utili consecutivi, eguagliando il record internazionale di imbattibilità di Brasile (1993-1996) e Spagna (2007-2009), per poi infrangerlo tre giorni dopo nel pari a reti bianche in casa della Svizzera. La striscia d'imbattibilità (37 partite) si interruppe un mese dopo, il 6 ottobre, contro la Spagna, vittoriosa per 1-2 al Meazza di Milano nella semifinale di UEFA Nations League; quattro giorni dopo gli azzurri piegarono nuovamente il Belgio per 2-1 allo Juventus Stadium di Torino, risultato che permise loro di guadagnare il terzo posto nell'edizione. Forte dei risultati conseguiti nei mesi precedenti, sul finire del 2021 la nazionale si issò al quarto posto del ranking FIFA, migliore piazzamento azzurro nella graduatoria dal gennaio 2013.
L'anno solare si chiuse, tuttavia, in modo deludente, con due pareggi nelle qualificazioni mondiali contro svizzeri e nordirlandesi che relegarono gli azzurri al secondo posto nel girone (alle spalle degli elvetici), costringendoli a spareggiare per l'accesso alla fase finale in Qatar. Il 24 marzo 2022 a Palermo, nella semifinale dei play-off, gli azzurri non riuscirono a sbloccare il risultato contro la meno quotata Macedonia del Nord e vennero inopinatamente beffati al primo minuto di recupero dal gol-vittoria degli ospiti, che condannarono l'Italia, per la prima volta, alla seconda esclusione consecutiva dalla fase finale del mondiale.
La fase involutiva proseguì il successivo 1º giugno nella Coppa dei Campioni CONMEBOL-UEFA, persa per 3-0 contro l'Argentina; la partita fu inoltre l'ultima disputata da Chiellini, il capitano del trionfo europeo di Wembley, che concluse la propria esperienza azzurra dopo diciotto anni di militanza. Tra giugno e settembre dello stesso anno l'Italia fu poi impegnata nella fase a gironi dell'edizione 2022-2023 della UEFA Nations League, dove, pur sfruttando la competizione come banco di prova per un gruppo di nuovi azzurri, la nazionale mostrò una parziale ripresa ottenendo il primato nel proprio girone di Lega A, sopravanzando le blasonate Germania e Inghilterra e avendo infine la meglio della rivelazione Ungheria nel decisivo scontro diretto di Budapest: il successo valse, per la seconda volta consecutiva, l'accesso alla fase finale del torneo. Qui, nel giugno 2023 gli azzurri furono dapprima sconfitti in semifinale dalla Spagna con il risultato di 2-1 allo stadio De Grolsch Veste di Enschede e poi, nel medesimo impianto, batterono i Paesi Bassi per 3-2, cogliendo nuovamente il terzo posto nella competizione.
Il successivo 13 agosto Mancini rassegnò le dimissioni, chiudendo dopo un lustro il suo rapporto con la nazionale.

### Euro 2024 e l'interregno di Spalletti
Il 18 agosto 2023 la Federcalcio affidò la panchina della nazionale a Luciano Spalletti, che nell'autunno seguente condusse gli azzurri alla qualificazione al campionato d'Europa 2024 in virtù del secondo posto nel girone vinto dall'Inghilterra. Nella fase finale del torneo gli azzurri, campioni in carica, esordirono battendo l'Albania (2-1), ma inanellarono poi delle prove incolori contro Spagna e Croazia, venendo battuti dagli iberici (0-1) e pareggiando contro gli slavi (1-1), contro cui solo nel recupero trovarono il gol che garantì il secondo posto nel girone e la conseguente qualificazione alla fase a eliminazione diretta. A corollario di un'altra prestazione negativa, negli ottavi di finale l'Italia fu poi battuta dalla Svizzera (2-0) ed eliminata dal torneo.
Dopo il deludente europeo, l'Italia superò la fase a gironi della UEFA Nations League 2024-2025 e guadagnò la qualificazione ai quarti di finale. Qui trovò la Germania, che nel doppio confronto (vittoria teutonica 2-1 a Milano e pareggio per 3-3 a Dortmund) eliminò gli azzurri dalla competizione. Con la panchina del tecnico toscano già oggetto di critiche per i recenti risultati, nel giugno 2025 la nazionale cominciò il proprio percorso di qualificazione al campionato del mondo 2026, in un girone con Norvegia, Estonia, Moldavia e Israele. Tuttavia il debutto sul campo degli scandinavi si tradusse in una débâcle ben più severa di quanto già non dicesse il severo 3-0 del campo: ciò portò alla prematura fine del ciclo azzurro di Spalletti, esonerato pochi giorni dopo.